# 27. Mai
Der 27. Mai ist der 147. Tag des gregorianischen Kalenders (der 148. in Schaltjahren), somit bleiben 218 Tage bis zum Jahresende.

## Ereignisse

### Politik und Weltgeschehen
- 1234: Im Stedingerkrieg kommt es zur Schlacht bei Altenesch zwischen dem Bremer Erzbischof Gerhard II. und aufsässigen Friesenfamilien.

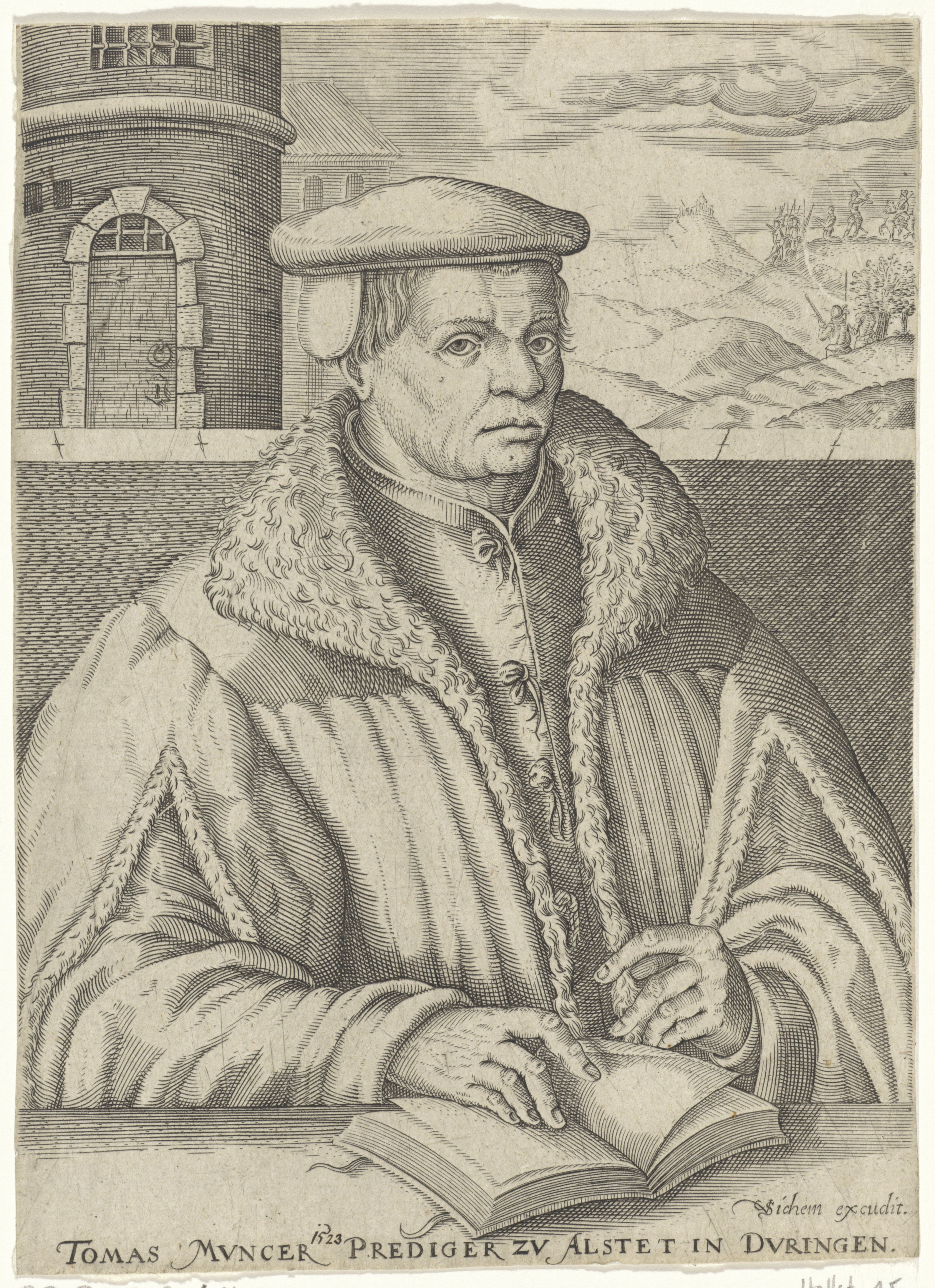
1525: Thomas Müntzer

- 1525: Zwölf Tage nach der Niederlage in der Schlacht bei Frankenhausen wird Thomas Müntzer, einer der Bauernführer im Deutschen Bauernkrieg, im thüringischen Mühlhausen hingerichtet.
- 1595: Bei der Schlacht von Clontibret gewinnen die irischen Rebellen gegen englische Truppen.

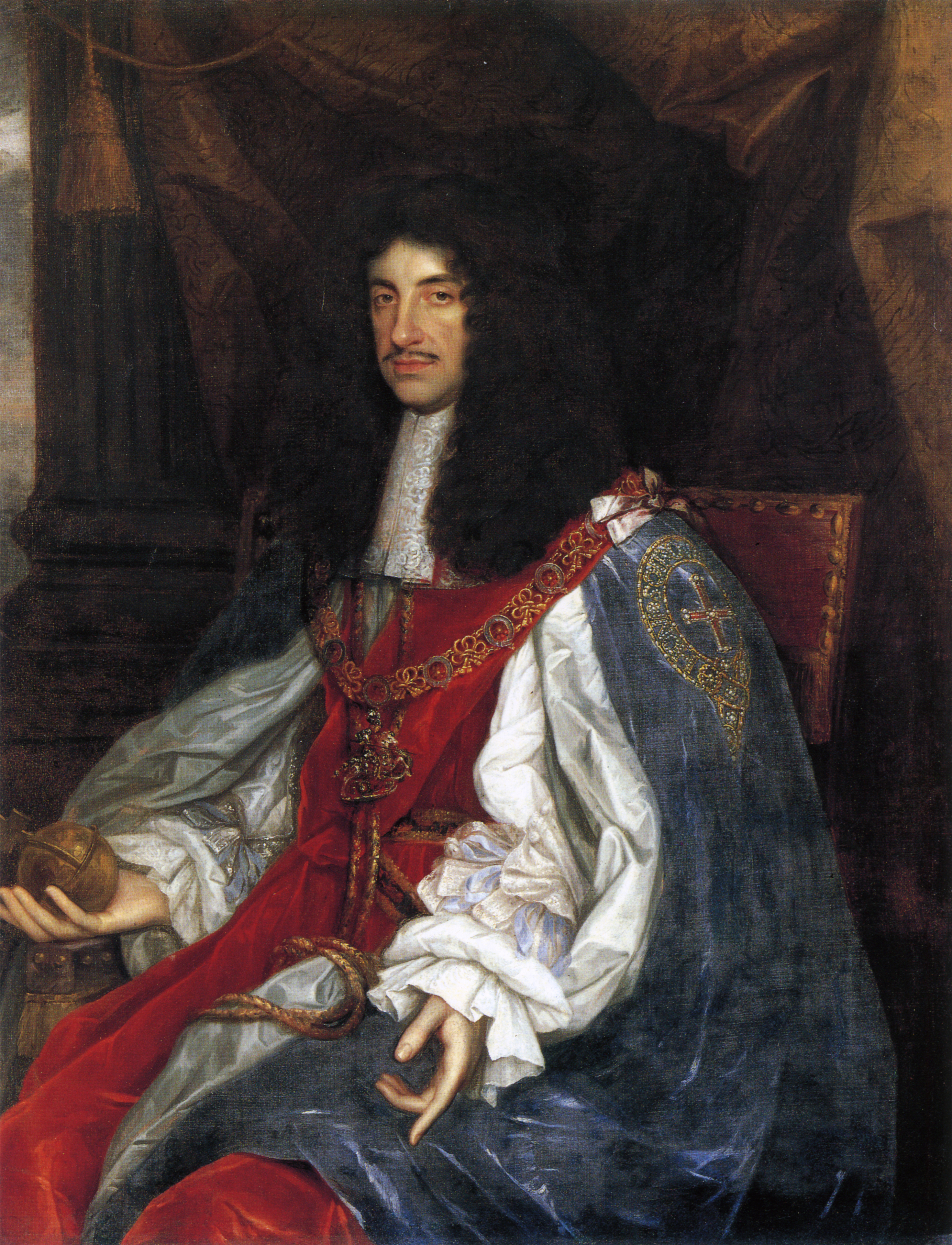
1679: Karl II.

- 1679: König Karl II. von England unterzeichnet den Habeas Corpus Amendment Act, der das königliche Recht beendet, Menschen willkürlich verhaften zu lassen, und bis heute in den Gesetzen zahlreicher Staaten bis hin zur Europäischen Menschenrechtskonvention nachwirkt.
- 1703: An der Newa wird der Grundstein für die Peter-und-Paul-Festung – und damit die Stadt Sankt Petersburg – gelegt.

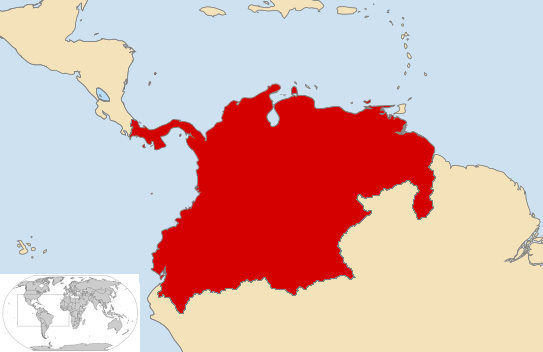
1717: Neugranada

- 1717: In Südamerika wird aus Teilen der bereits bestehenden spanischen Vizekönigreiche Neuspanien und Peru das Vizekönigreich Neugranada gegründet.
- 1738: Mit dem Gottorper Vertrag endet ein drei Jahrhunderte währender Streit über die Reichsunmittelbarkeit Hamburgs, die das Herzogtum Holstein bezweifelte.
- 1797: In der Zeit der Französischen Revolution werden der Agitator François Noël Babeuf und der Revolutionär Augustin Alexandre Darthé in Vendôme hingerichtet. Ein neu gebildeter Gerichtshof hat beide Kritiker des Direktoriums am Tag zuvor der Verschwörung und Vorbereitung eines Aufstands für schuldig befunden und zum Tod verurteilt.
- 1799: Während des Zweiten Koalitionskrieges kommt es zum Gefecht bei Winterthur, in dem die Truppen der Österreicher siegreich bleiben.

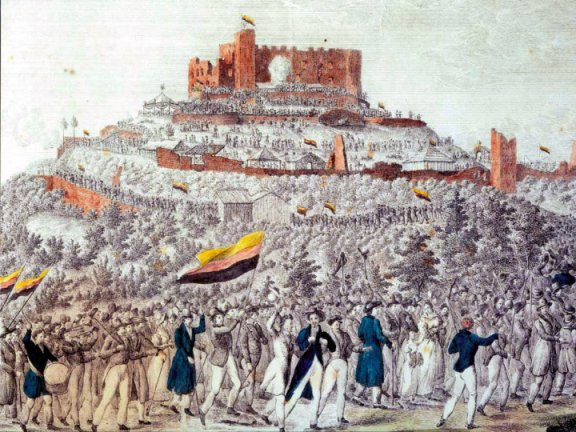
1832: Zug zum Hambacher Schloss

- 1832: Das Hambacher Fest beginnt. Weil die bayerische Obrigkeit in der Pfalz politische Kundgebungen verboten hat, wird ein „Volksfest“ organisiert. Etwa 30.000 Menschen finden sich zur Veranstaltung ein und reklamieren Freiheits- und Bürgerrechte. Mit schwarz-rot-goldenen Trikoloren wird auch der Wunsch nach nationaler Einheit signalisiert.
- 1875: Der Gothaer Kongress endet mit dem Zusammenschluss des Allgemeinen Deutschen Arbeitervereins und der Sozialdemokratischen Arbeiterpartei zur Sozialistischen Arbeiterpartei Deutschlands.

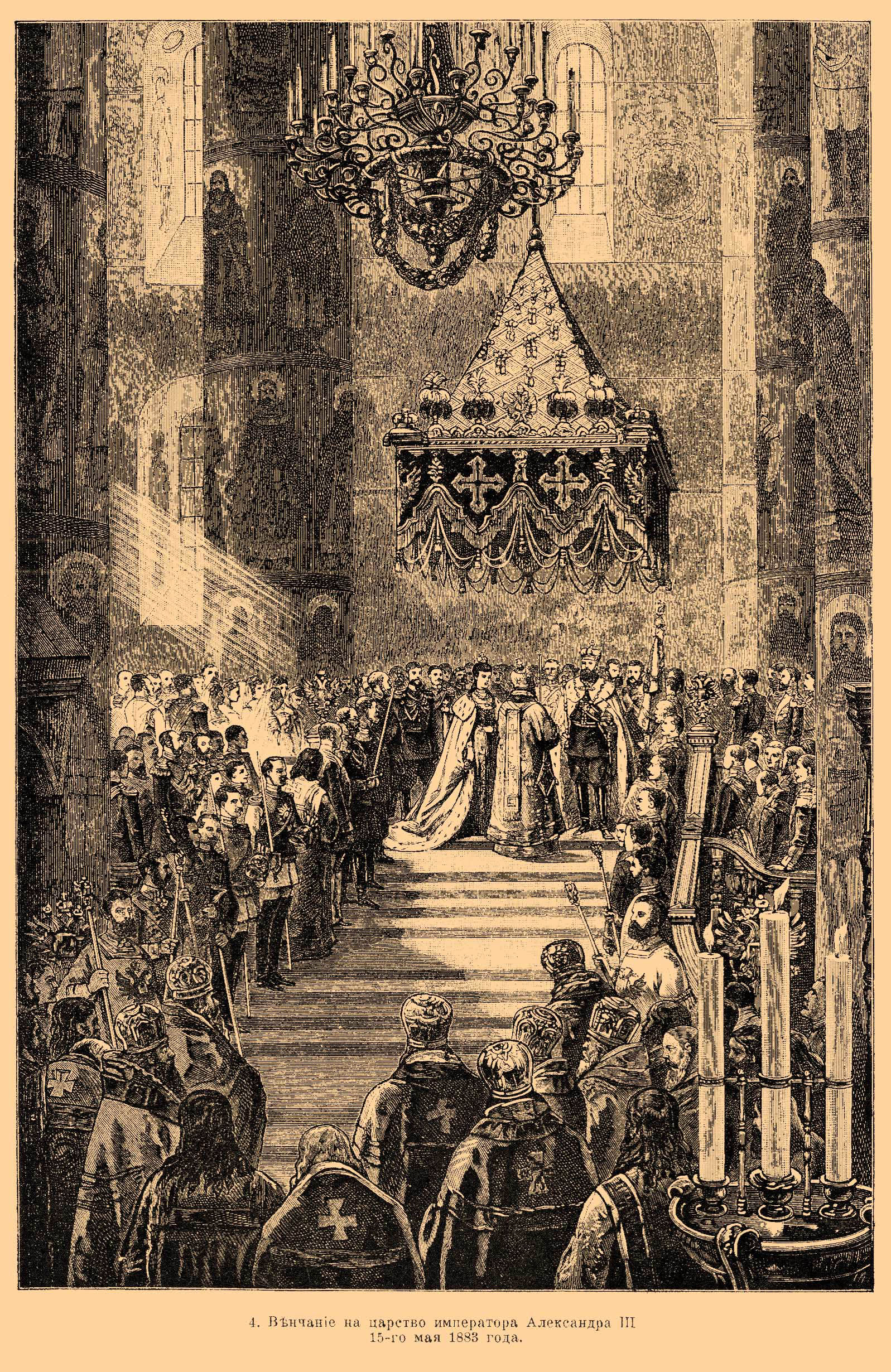
1883: Krönung Alexanders III.

- 1883: In Moskau wird der russische Herrscher Alexander III. zum Kaiser gekrönt.
- 1905: Im Russisch-Japanischen Krieg kommt es in der Koreastraße zur für den Ausgang des Konflikts entscheidenden und militärhistorisch bedeutsamen Seeschlacht bei Tsushima.
- 1914: Die Kreuzzeitung erkennt einen unausweichlichen Zweifrontenkrieg als Tatsache im Voraus und veröffentlicht einen Appell, einen solchen Konflikt nicht fahrlässig herbeizuführen.

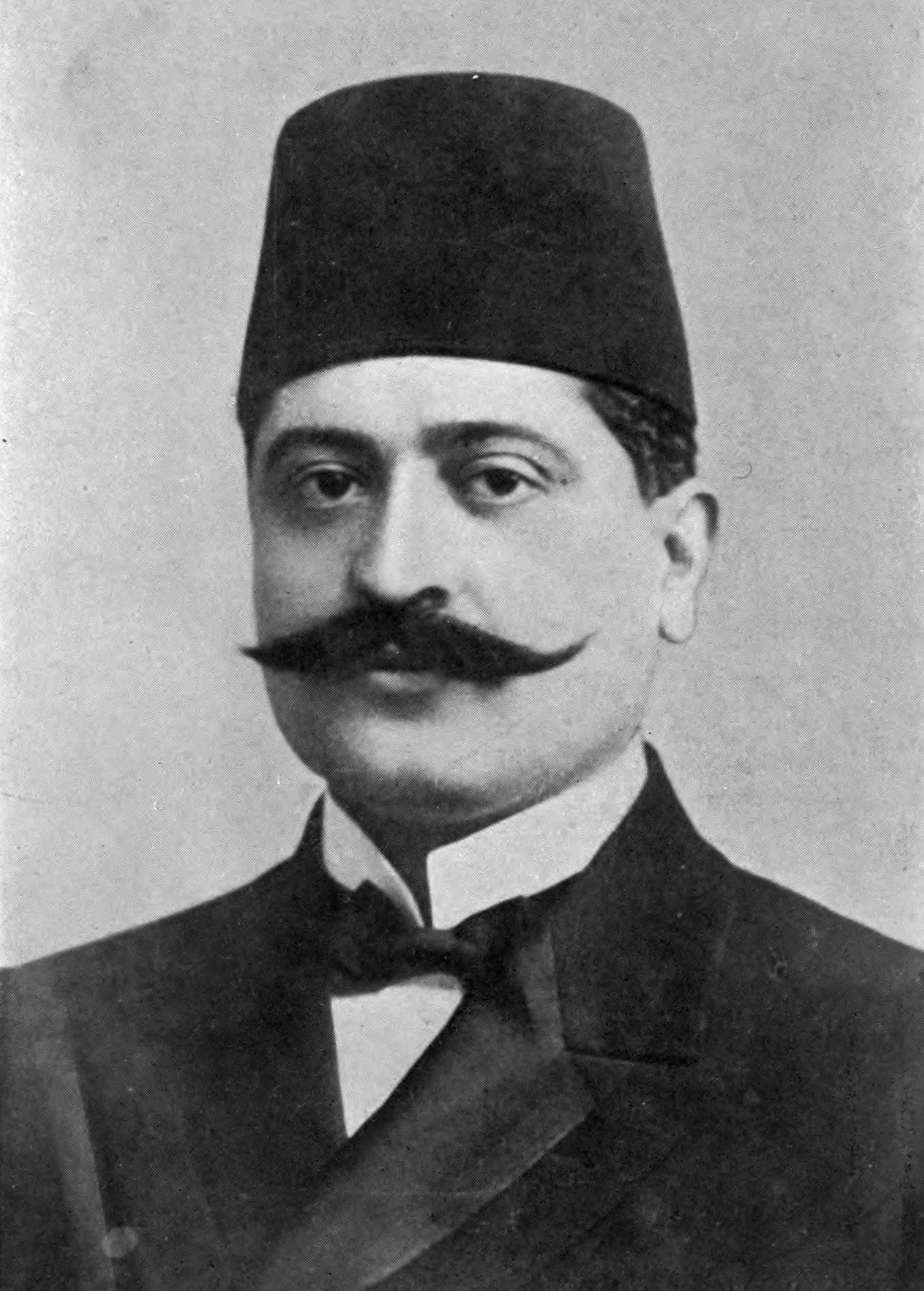
1915: Talât Pascha

- 1915: Das Parlament des Osmanischen Reiches verabschiedet das Provisorische Gesetz über die Verschickung verdächtiger Personen als nachträgliche Rechtfertigung der Deportation der armenischen Elite, die auf Initiative des Innenministers Talât Pascha bereits im April stattgefunden hat. Dieses Gesetz bildet die „rechtliche Grundlage“ für den Völkermord an den Armeniern.
- 1926: Französisch-spanische Truppen zerschlagen nach mehrmonatigen Kämpfen die Rif-Republik.
- 1932: In Hötting, heute Teil der Tiroler Landeshauptstadt Innsbruck, fordert die Höttinger Saalschlacht den ersten toten Nationalsozialisten in Österreich.
- 1933: Die deutsche Reichsregierung unter Adolf Hitler will mit der Tausend-Mark-Sperre in Österreich den Sturz der Regierung unter Engelbert Dollfuß erzwingen. Für jede Reise in das Nachbarland werden 1000 Reichsmark Gebühr von Touristen verlangt.
- 1940: Beim Massaker von Le Paradis werden 97 britische Kriegsgefangene von Deutschen hingerichtet.

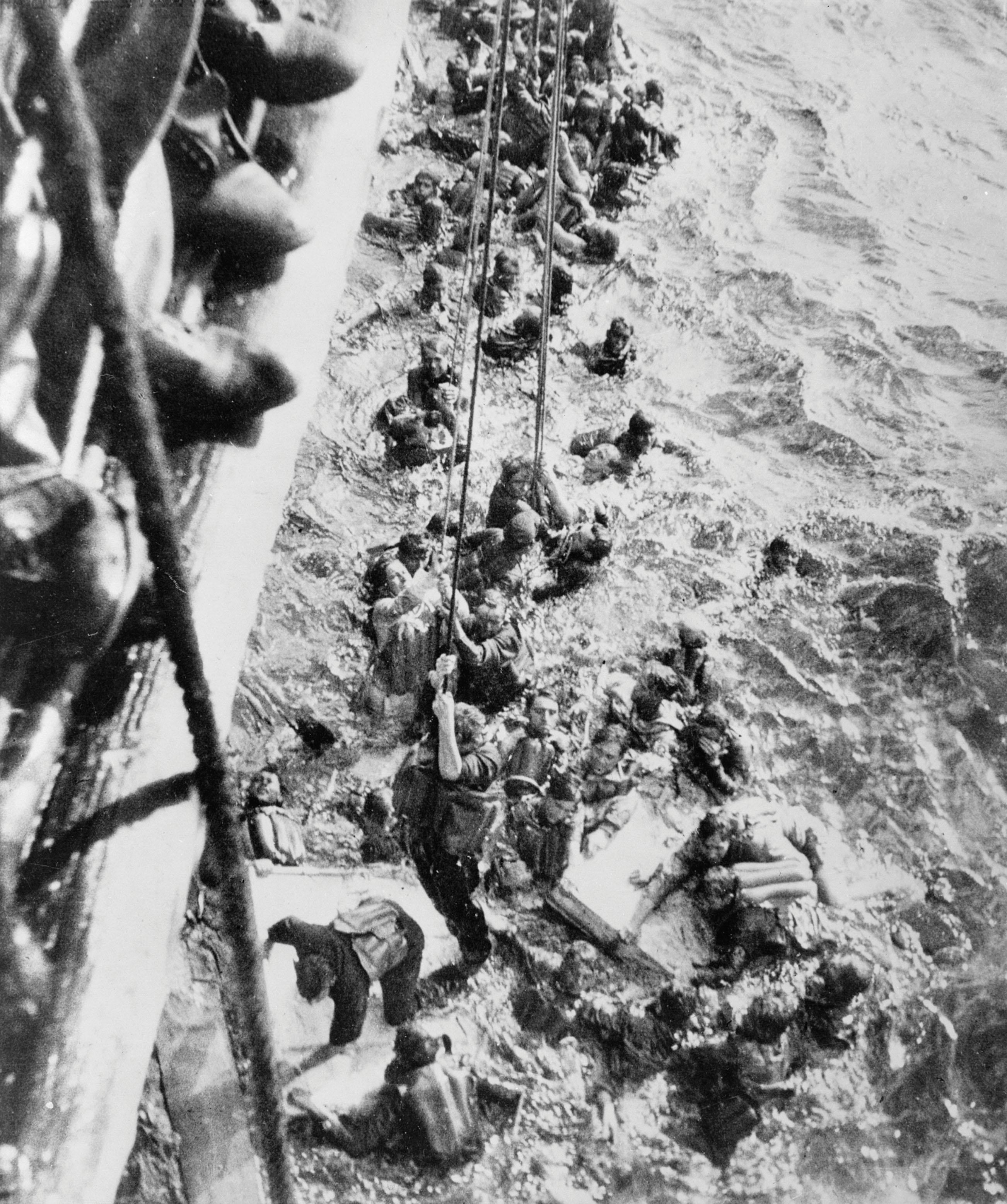
1941: Überlebende der Bismarck

- 1941: Das seit dem Vortag durch einen Treffer in die Ruderanlage in seiner Manövrierfähigkeit stark beeinträchtigte deutsche Schlachtschiff Bismarck wird während des Unternehmens Rheinübung von zwei Schlachtschiffen und zwei Schweren Kreuzern der Royal Navy angegriffen und versenkt. 2104 Besatzungsmitglieder kommen ums Leben, 116 werden gerettet.

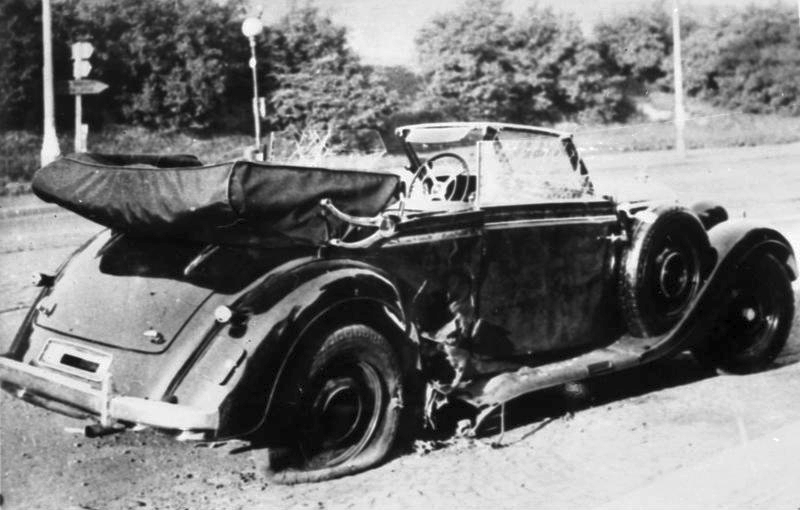
1942: Heydrichs Wagen nach dem Attentat

- 1942: Auf Reinhard Heydrich wird im Auftrag der tschechoslowakischen Exilregierung durch Jozef Gabčík und Jan Kubiš ein Attentat verübt. Der stellvertretende Reichsprotektor in Böhmen und Mähren stirbt wenige Tage später an seinen Verletzungen. Die Operation Anthropoid ist der einzig erfolgreiche Anschlag auf ein Mitglied der Führungsschicht des nationalsozialistischen Staats.
- 1943 In Paris findet die geheime Gründungsversammlung des Conseil national de la Résistance statt. Seit 2014 ist der 27. Mai als Journée nationale de la Résistance ein landesweiter Gedenktag Frankreichs.
- 1952: Auf Anordnung der SED werden die Telefonleitungen zwischen West-Berlin und der DDR gekappt.
- 1952: Der Vertrag zur Gründung der Europäischen Verteidigungsgemeinschaft (EVG) wird unterzeichnet. Er scheitert später im Ratifizierungsverfahren an der französischen Ablehnung.
- 1956: Mit Redwing Zuni zünden die USA erstmals eine Dreistufige Wasserstoffbombe auf dem Bikini-Atoll.
- 1960: In der Türkei putscht das Militär unter Führung von General Cemal Gürsel gegen die Regierung von Adnan Menderes.

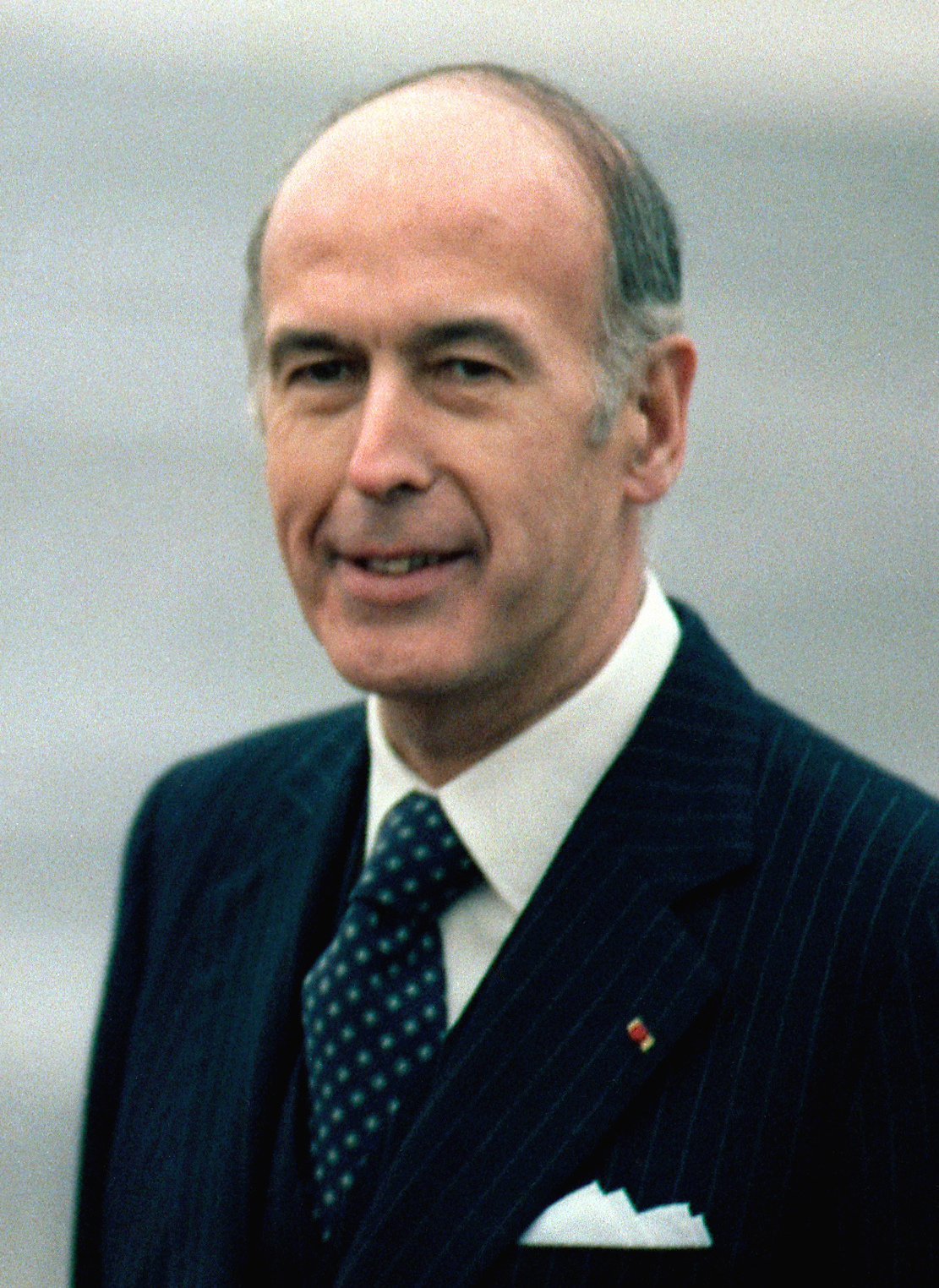
1974: Valéry Giscard d’Estaing

- 1974: Valéry Giscard d’Estaing wird französischer Staatspräsident, Jacques Chirac Regierungschef.
- 1980: Die südkoreanische Armee schlägt den Gwangju-Aufstand, der aus einer eskalierenden Demonstration gegen die Militärdiktatur, gegen die Verhängung des Kriegsrechts und gegen die Universitätsschließungen entstand, brutal und blutig nieder. Je nach Quelle ließen zwischen 154 und 2300 Studenten und Bürger ihr Leben, unzählige wurden verletzt.
- 1993: Der bayerische Ministerpräsident Max Streibl legt nach der im Januar aufgedeckten sogenannten Amigo-Affäre alle Ämter nieder.
- 1997: Die NATO-Russland-Grundakte wird in Paris unterzeichnet.

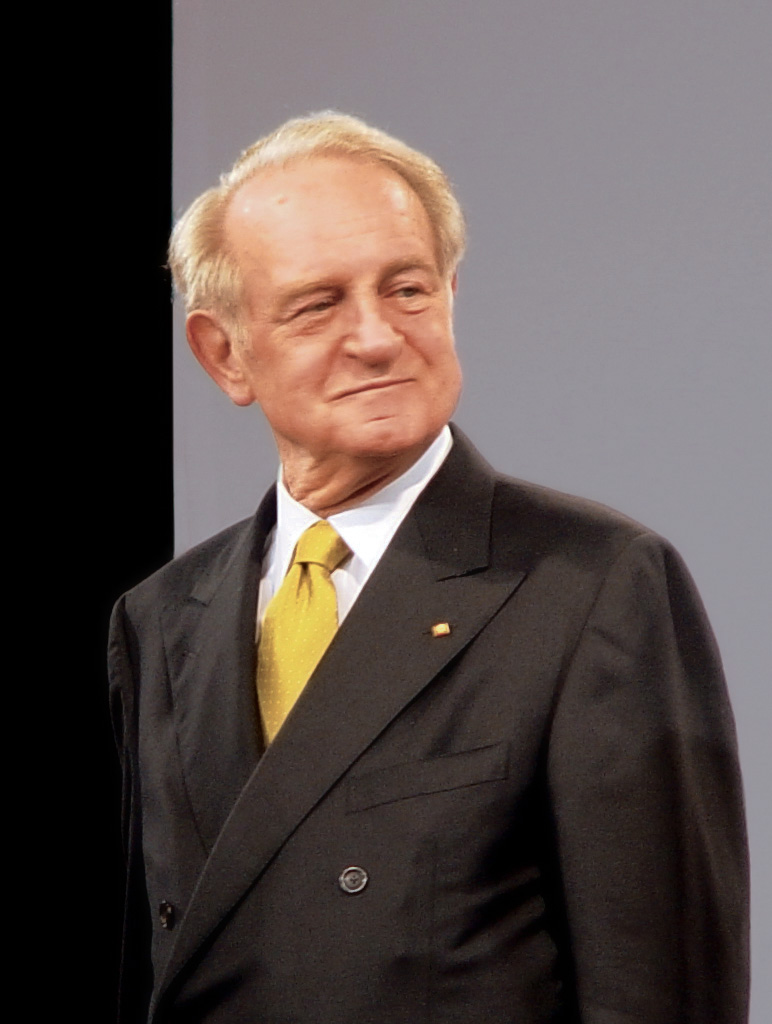
1998: Johannes Rau

- 1998: Mit der Wahl seines Nachfolgers Wolfgang Clement (SPD) zum Ministerpräsidenten endet in Nordrhein-Westfalen die Ära Johannes Raus.
- 1999: Der Internationale Strafgerichtshof für das ehemalige Jugoslawien in Den Haag erhebt Anklage gegen Slobodan Milošević.
- 2019: Zum ersten Mal wird in Österreich eine Regierung durch ein Misstrauensvotum gestürzt. Im Nationalrat sprachen SPÖ und FPÖ der Regierung von Bundeskanzler Sebastian Kurz ihr Misstrauen aufgrund der Mitte Mai begonnenen Regierungskrise aus.

### Wirtschaft
- 1847: Die Hamburg-Amerikanische Packetfahrt-Actien-Gesellschaft wird gegründet, ein Vorläufer der HAPAG-Lloyd AG.
- 1903: Das Unternehmen Telefunken wird auf Drängen Kaiser Wilhelm II. in Berlin gegründet.
- 1930: Der Erfinder Richard Gurley Drew erhält ein US-Patent auf das von ihm erfundene Klebeband, das 3M vermarktet.

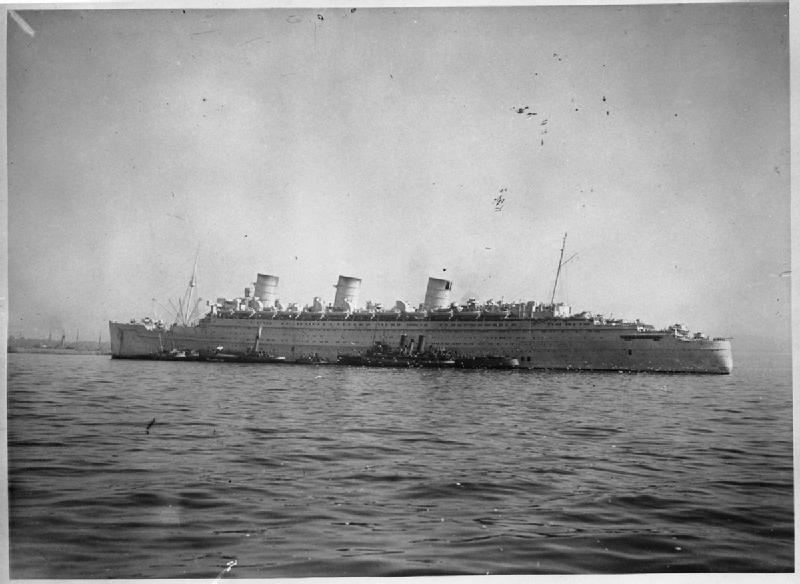
1936: Queen Mary

- 1936: Die Jungfernfahrt der Queen Mary findet von Southampton über Cherbourg nach New York City statt.
- 1990: Mit der S-Bahn Zürich startet das größte S-Bahn-System der Schweiz.

### Wissenschaft und Technik
- 0669 v. Chr.: Ein königlicher Diener hält auf einer Keilschrifttafel eine in der Region um Babylon beobachtete Sonnenfinsternis fest.
- 1653: In Tournai wird das Grab des Frankenkönigs Childerich I. entdeckt.

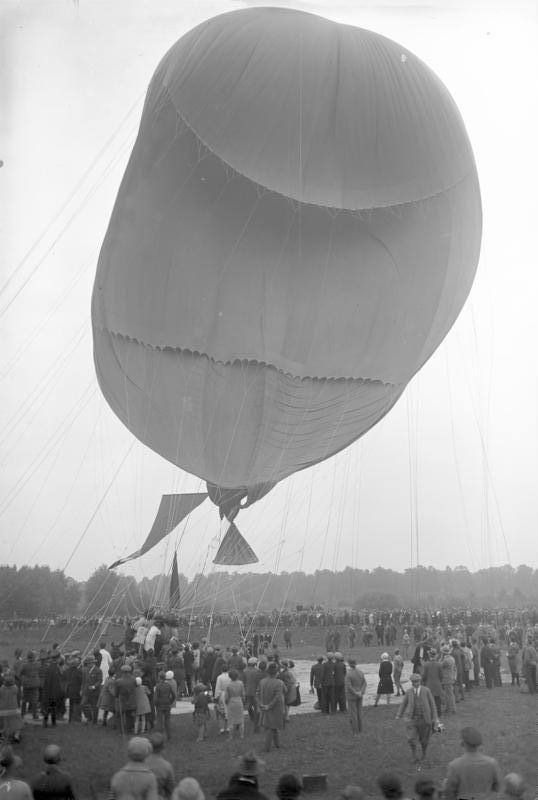
1931: Piccards Stratosphärenballon am Startplatz

- 1931: Der Schweizer Wissenschaftler Auguste Piccard startet mit seinem Assistenten Paul Kipfer in einem Stratosphären-Ballon beim Ort Gersthofen zur Erforschung der höheren Luftschichten. Beide stoßen auf die bis dahin unerreichte Höhe von 15.781 Meter vor. Der Ballon geht auf dem Gurgler Ferner in Obergurgl nieder.

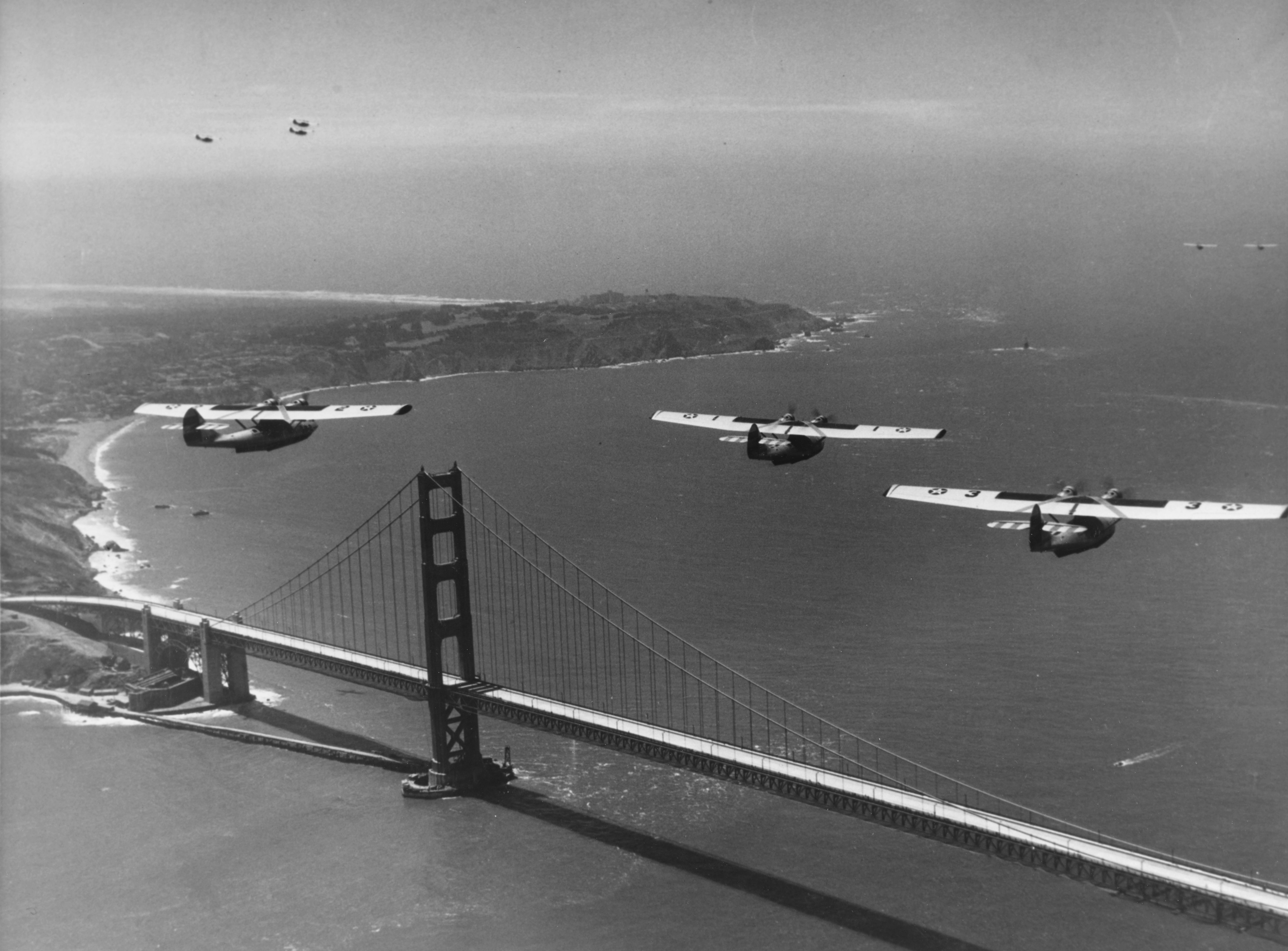
1937: Golden Gate Bridge vor der Eröffnung

- 1937: In San Francisco wird die Golden Gate Bridge für den Fußgängerverkehr freigegeben.
- 1958: Das Kampfflugzeug McDonnell F-4 Phantom absolviert seinen Erstflug.
- 1961: Heinrich Matthaei weist mit Hilfe des Poly-U-Experiments erstmals nach, dass in der DNA ein „Codewort“ (das Codon UUU) für eine Aminosäure (hier Phenylalanin) steht.
- 1968: In Tübingen wird der erste Geldautomat in Deutschland in Betrieb genommen.

### Kultur
- 1741: In Wien begleitet erstmals eine Musikkapelle eine Militärparade.
- 1830: Uraufführung der komischen Oper Attendre et courir von Fromental Halévy an der Opéra-Comique in Paris.
- 1837: Uraufführung der Oper Catherine Grey von Michael William Balfe im Theatre Royal Drury Lane in London.

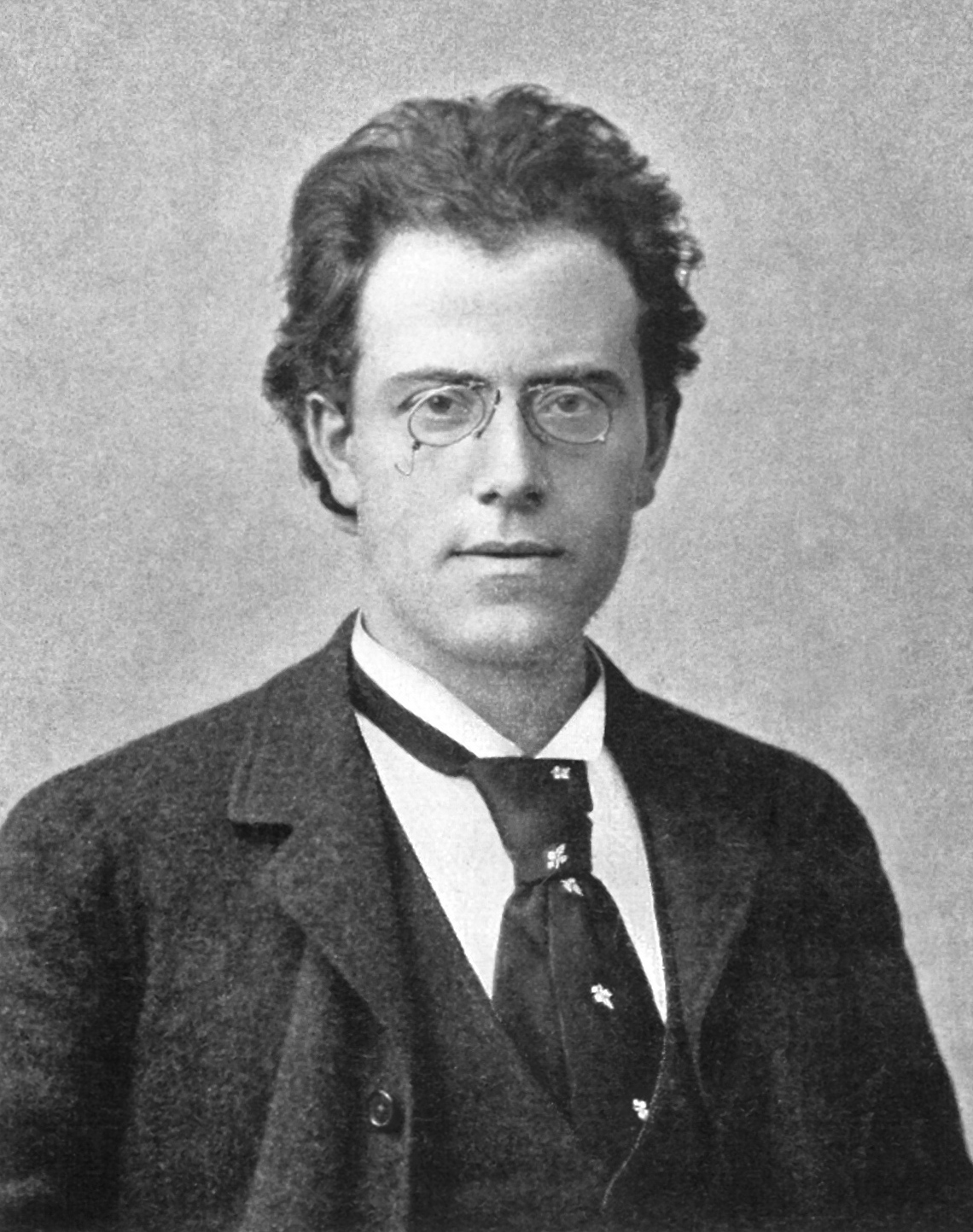
1906: Gustav Mahler

- 1906: Die 6. Sinfonie („Tragische Sinfonie“) von Gustav Mahler wird im Essener Saalbau als Höhepunkt des Tonkünstlerfestes des Allgemeinen deutschen Musikvereins unter Leitung des Komponisten uraufgeführt.
- 1972: Die erste Folge von Star Trek mit dem Raumschiff Enterprise wird im ZDF gezeigt.

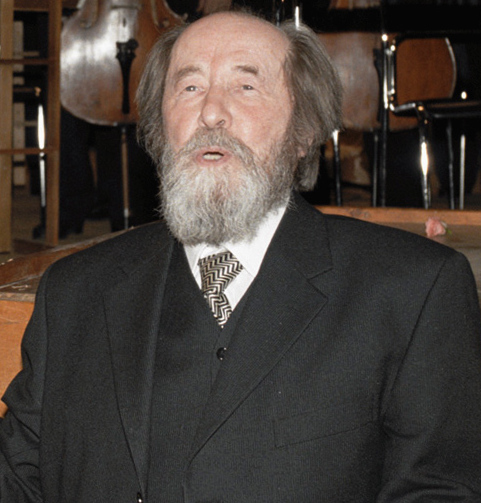
1994: Alexander Solschenizyn

- 1994: Nach zwanzigjährigem Exil in den USA kehrt der russische Schriftsteller Alexander Solschenizyn in seine Heimat zurück.
- 2010: Das Kunstmuseum MAXXI der irakisch-britischen Architektin Zaha Hadid wird in Rom eröffnet.
- 2012: Michael Hanekes Spielfilm Liebe gewinnt die Goldene Palme der 65. Filmfestspiele von Cannes.

### Gesellschaft
- 1234: Auf Betreiben der französischen Regentin Blanka von Kastilien heiratet Ludwig IX. von Frankreich die 13-jährige Margarete von der Provence in der Kathedrale von Sens. Papst Gregor IX. hat im Januar den wegen der weitläufigen Verwandtschaft der Brautleute notwendigen Dispens erteilt.
- 1353: Der römisch-deutsche König Karl IV. heiratet in Ofen nach einem päpstlichen Dispens durch Innozenz VI. die 14-jährige Anna von Schweidnitz.

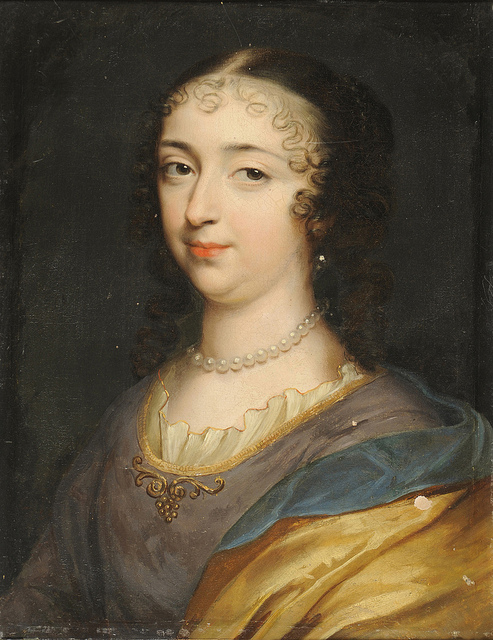
1655: Laura Martinozzi

- 1655: Alfonso IV. d’Este, der Herzog von Modena, heiratet per procurationem Laura Martinozzi, eine Nichte des französischen Ministers Jules Mazarin.

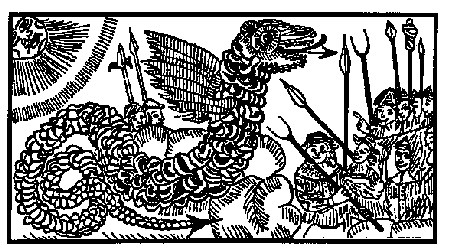
1668: Der Drache von Henham

- 1668: Mehrere Bewohner Henhams in Uttlesford, Essex, sichten angeblich eine „fliegende Schlange“, den sogenannten Drachen von Henham.
- 1989: Das Hotel Waldhaus Vulpera in den Schweizer Alpen, Vorbild für Friedrich Dürrenmatts Roman Durcheinandertal, wird durch Brandstiftung, wie sein literarisches Pendant, zerstört.

### Religion
- 1235: Die ungarische Landgräfin Elisabeth von Thüringen wird vier Jahre nach ihrem Tod von Papst Gregor IX. in Perugia heiliggesprochen.
- 1837: In der Enzyklika Summo iugiter studio geht Papst Gregor XVI. auf Mischehen ein und besteht auf der Erziehung der Kinder hieraus in katholischem Glauben.

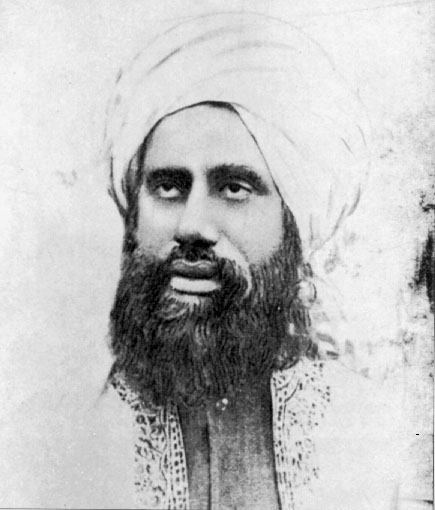
1908: Nuur ud-Din

- 1908: Nuur ud-Din wird zum ersten Khalifat ul-Massih, dem spirituellen Oberhaupt der Ahmadiyya Muslim Jamaat gewählt. Die Religionsgemeinschaft versteht sich in der Nachfolge von Mirza Ghulam Ahmad, dem am Vortag verstorbenen Gründer der Ahmadiyya.

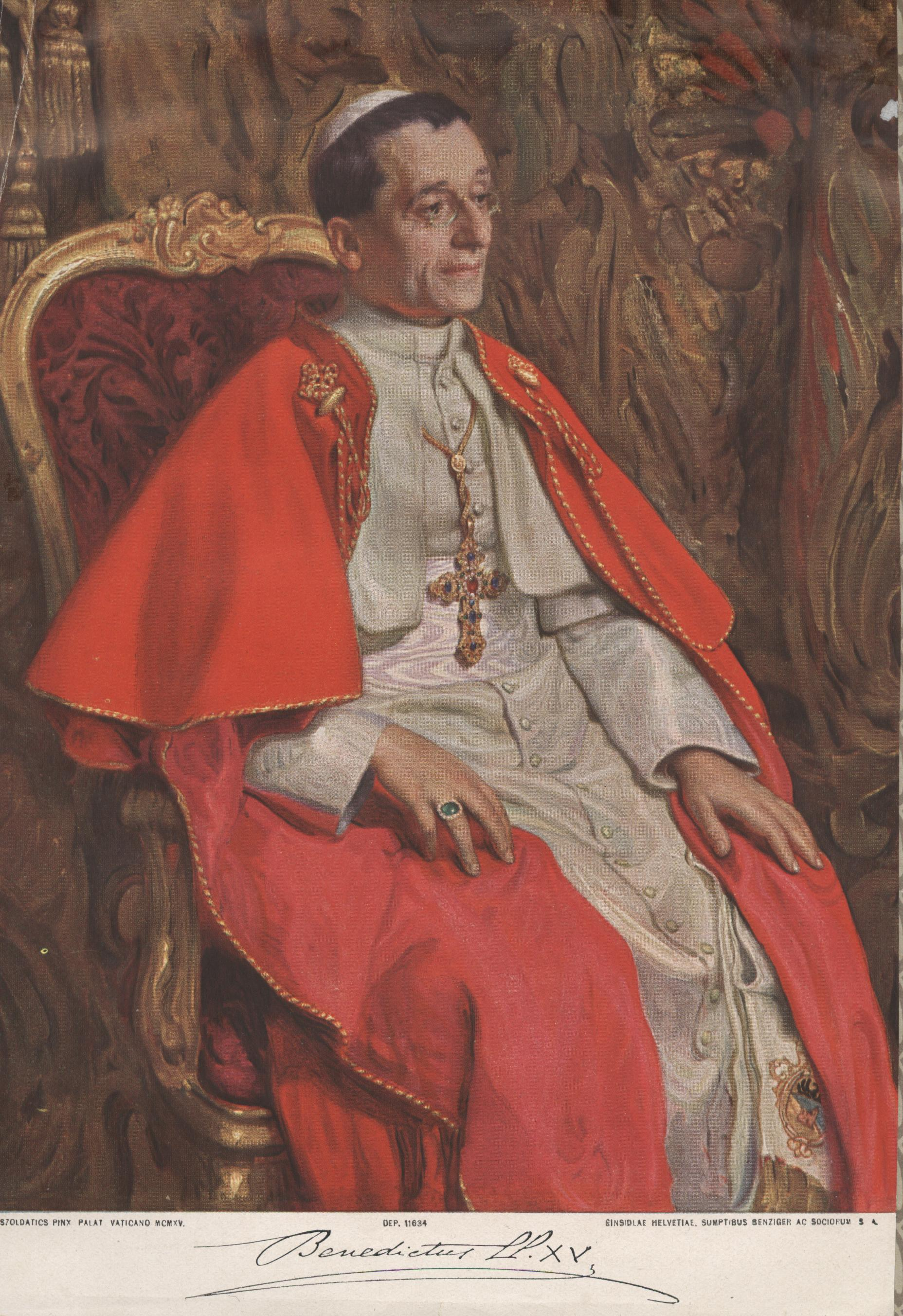
1917: Benedikt XV.

- 1917: Der von Papst Pius X. in Auftrag gegebene und von Pietro Gasparri erarbeitete Codex Iuris Canonici (CIC; Kodex des kanonischen Rechtes), das Gesetzbuch der katholischen Kirche im lateinischen Bereich, wird von Benedikt XV. in Kraft gesetzt. Er stellt die erste Kodifikation des lateinischen Kirchenrechts dar.
- 1996: In Konstanz weiht der alt-katholische Bischof Joachim Vobbe mit Angela Berlis und Regina Pickel-Bossau die ersten beiden Frauen zu Priesterinnen der Alt-Katholischen Kirche in Deutschland.
- 2012: Mit einem Gottesdienst im Ratzeburger Dom wird am Pfingstsonntag die Evangelisch-Lutherische Kirche in Norddeutschland (Nordkirche) feierlich gegründet.

### Katastrophen
- 1293: Bei einem Erdbeben unbekannter Stärke in Kamakura in Japan kommen über 23.000 Menschen ums Leben.
- 1896: Ein durch die Innenstädte von St. Louis, Missouri und East St. Louis, Illinois ziehender F4-Tornado tötet mindestens 255 Menschen.
- 1915: Die Explosion der Seeminen auf dem britischen Minenleger Princess Irene im Hafen von Sheerness fordert 400 Tote, Besatzung und Hafenarbeiter, und den Totalverlust des Schiffes. Nur der Dockarbeiter David Wills überlebt das Desaster.
- 2006: Bei einem Erdbeben der Stärke 6,3 auf der Momenten-Magnituden-Skala in Java kommen knapp 5800 Menschen ums Leben, bis zu 57.800 werden verletzt, mehr als 130.000 Häuser werden zerstört oder schwer beschädigt und bis zu 650.000 Menschen obdachlos.

Kleinere Unglücksfälle sind in den Unterartikeln von Katastrophe und in der Liste von Katastrophen aufgeführt.

### Sport

1901: Kickers Offenbach (Logo)

- 1901: In Offenbach am Main wird der Fußballverein Kickers Offenbach gegründet.
- 1905: Der Düsseldorfer Automobil- und Motorsport-Club 05 wird als Motorrad-Club Düsseldorf gegründet.
- 1908: Der belgische Sportverein RSC Anderlecht entsteht in einem Brüsseler Vorort.
- 1934: Mit acht Achtelfinalspielen beginnt die zweite Fußball-Weltmeisterschaft in Italien, die erste Fußball-Weltmeisterschaft auf europäischem Boden.
- 2001: Roman Šebrle überschreitet beim Hypo-Meeting in Götzis als erster Zehnkämpfer die 9000-Punkte-Marke und stellt mit 9026 Punkten einen neuen Weltrekord auf.
- 2012: Als erster kanadischer Radrennfahrer gewinnt Ryder Hesjedal den Giro d’Italia.
- 2012: Mit einem 26:21-Sieg über Atlético Madrid gewinnen die Handballer des THW Kiel das Finale der Champions League.
- 2019: Der 1. FC Union Berlin steigt nach einem Relegations-Erfolg über den VfB Stuttgart erstmals in seiner 53-jährigen Vereinsgeschichte in die Fußball-Bundesliga auf.

Einträge von Leichtathletik-Weltrekorden befinden sich unter der jeweiligen Disziplin unter Leichtathletik.
Einträge zu Fußballweltmeisterschaftsspielen finden sich in den Unterseiten von Fußball-Weltmeisterschaft. Das Gleiche gilt für Fußball-Europameisterschaften.

## Geboren

### Vor dem 18. Jahrhundert

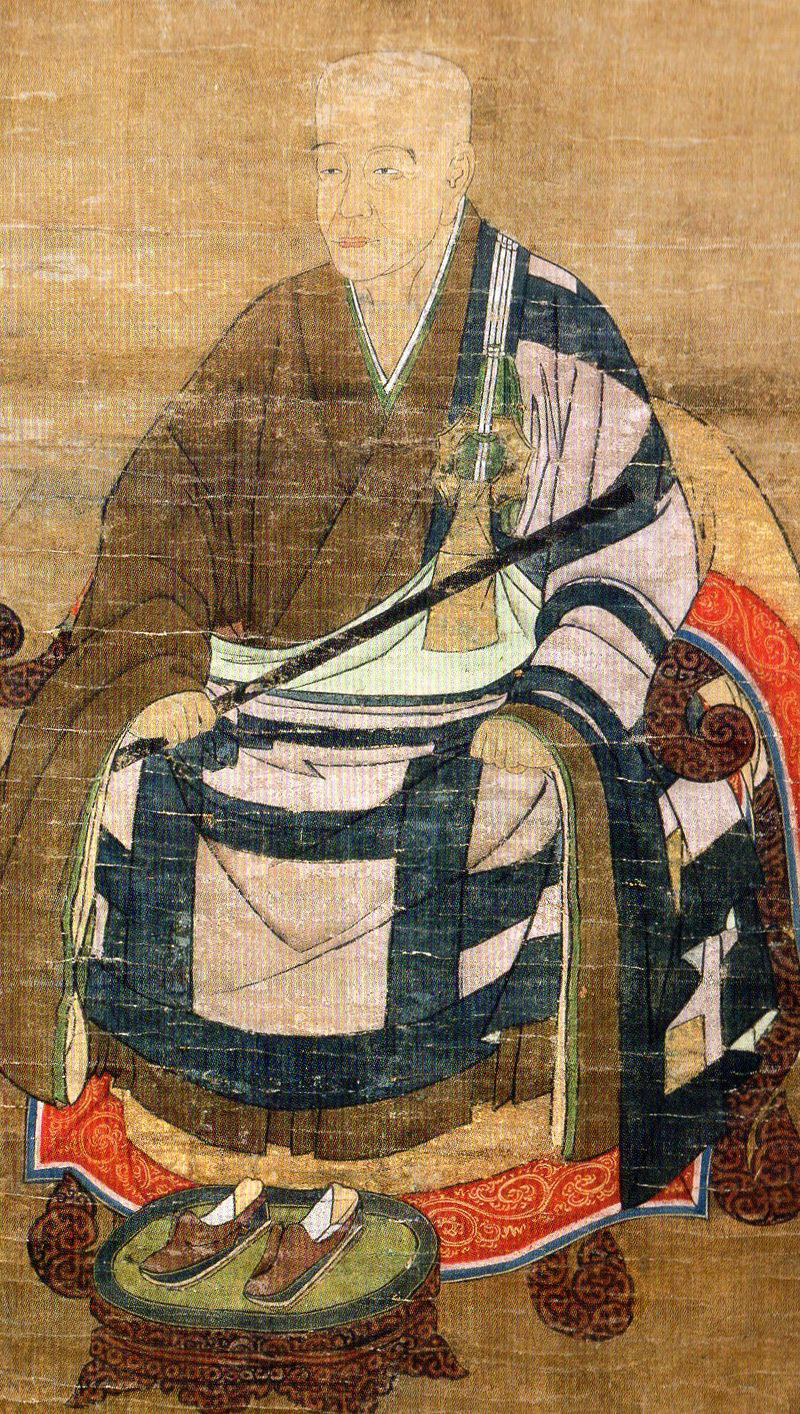
Eisai (* 1141)

- 1141: Eisai, japanischer buddhistischer Priester
- 1220: Amicia de Clare, englische Adelige und Gründerin der Buckland Abbey
- 1332: Ibn Chaldūn, islamischer Historiker und Politiker
- 1459: Bernhard Adelmann von Adelmannsfelden, deutscher Humanist
- 1509: Pasquale Cicogna, 88. Doge von Venedig
- 1511: Georg Ernst von Henneberg, Graf von Henneberg-Schleusingen
- 1519: Girolamo Mei, italienischer Historiker und Humanist
- 1537: Ludwig IV., Landgraf von Hessen-Marburg
- 1564: Johann Adam von Bicken, Erzbischof und Kurfürst von Mainz
- 1584: Michael Altenburg, deutscher Theologe und Komponist
- 1595: Benedikt Carpzov, Kriminalist und Hexentheoretiker
- 1605: Konrad Balthasar Pichtel, deutscher Jurist und Hofbeamter
- 1616: Christine Magdalena von Pfalz-Zweibrücken-Kleeburg, Markgräfin von Baden-Durlach
- 1623: William Petty, englischer Physiker und Ökonom
- 1626: Wilhelm II. von Oranien, Statthalter von Holland und Seeland
- 1651: Louis-Antoine de Noailles, Kardinal und Erzbischof von Paris
- 1652: Liselotte von der Pfalz, Herzogin von Orléans
- 1662: Johan II. de Witt, niederländischer Gelehrter
- 1679: Leopold Anton von Firmian, Fürstbischof von Salzburg
- 1684: Wilhelm Reinhard von Neipperg, österreichischer Heerführer
- 1686: Karl Joseph von Kuenburg, Fürstbischof von Seckau und Fürstbischof von Chiemsee
- 1689: Andreas Jakob von Dietrichstein, Fürsterzbischof von Salzburg
- 1699: Giovanni Antonio Guardi, italienischer Maler

### 18. Jahrhundert
- 1706: Joseph Bernhard, Erbprinz von Sachsen-Meiningen
- 1707: Jean Deschamps, deutsch-französischer Philosoph, preußischer Hofprediger, Theologe und Schriftsteller
- 1723: Manuel Antonio Flórez, spanischer Offizier, Kolonialverwalter und Vizekönig von Neugranada und Neuspanien
- 1724: Johann Schnegg, österreichischer Bildhauer
- 1738: Bonaventura Furlanetto, italienischer Komponist
- 1738: Nathaniel Gorham, US-amerikanischer Politiker
- 1738: Moritz August von Thümmel, deutscher Schriftsteller
- 1739: François Ignace Ervoil d’Oyré, französischer General
- 1747: René Levasseur, französischer Arzt, Revolutionär und Politiker
- 1748: Antoine Alexandre Hanicque, französischer Général de division
- 1752: Adolph Friedrich von Scheve, deutscher Jurist

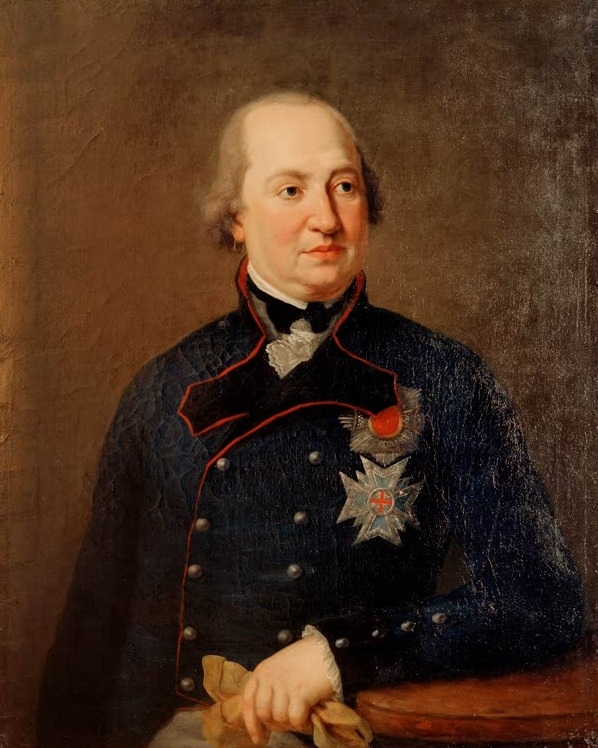
Maximilian I. Joseph (* 1756)

- 1756: Maximilian I., König von Bayern
- 1769: Gustav Alexander Bielitz, deutscher Jurist
- 1771: Johann Severin Vater, deutscher Theologe und Sprachforscher
- 1772: Marie Anne Lenormand, französische Wahrsagerin
- 1777: August Ernst Rauschenbusch, deutscher Pädagoge und lutherischer Geistlicher
- 1790: Johann Ludwig Urban Blesson, deutscher Militärschriftsteller
- 1790: Giuseppina Negrelli, Welschtiroler Patriotin und Freiheitskämpferin
- 1792: Blasius Höfel, österreichischer Kupferstecher
- 1794: Cornelius Vanderbilt, US-amerikanischer Unternehmer
- 1795: Friedrich August Belcke, deutscher Posaunist und Komponist
- 1799: Fromental Halévy, französischer Komponist und Musikpädagoge

### 19. Jahrhundert

#### 1801–1850
- 1801: Gustav Wilhelm Schubert, sächsischer Kommissionsrat, Jurist und Historiker
- 1808: Joseph Ignaz Düntzer, deutscher Wundarzt und Geburtshelfer
- 1809: Edward Barry, französischer Historiker und Epigraphiker
- 1814: William Guybon Atherstone, südafrikanischer Arzt, Paläontologe und Geologe
- 1814: Ignaz Czernits, österreichischer Schauspieler und Theaterdirektor

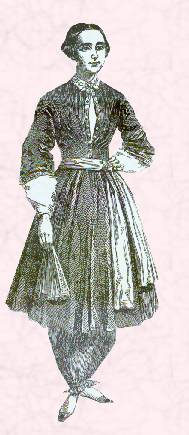
Amelia Bloomer (* 1818)

- 1818: Amelia Bloomer, US-amerikanische Frauenrechtlerin

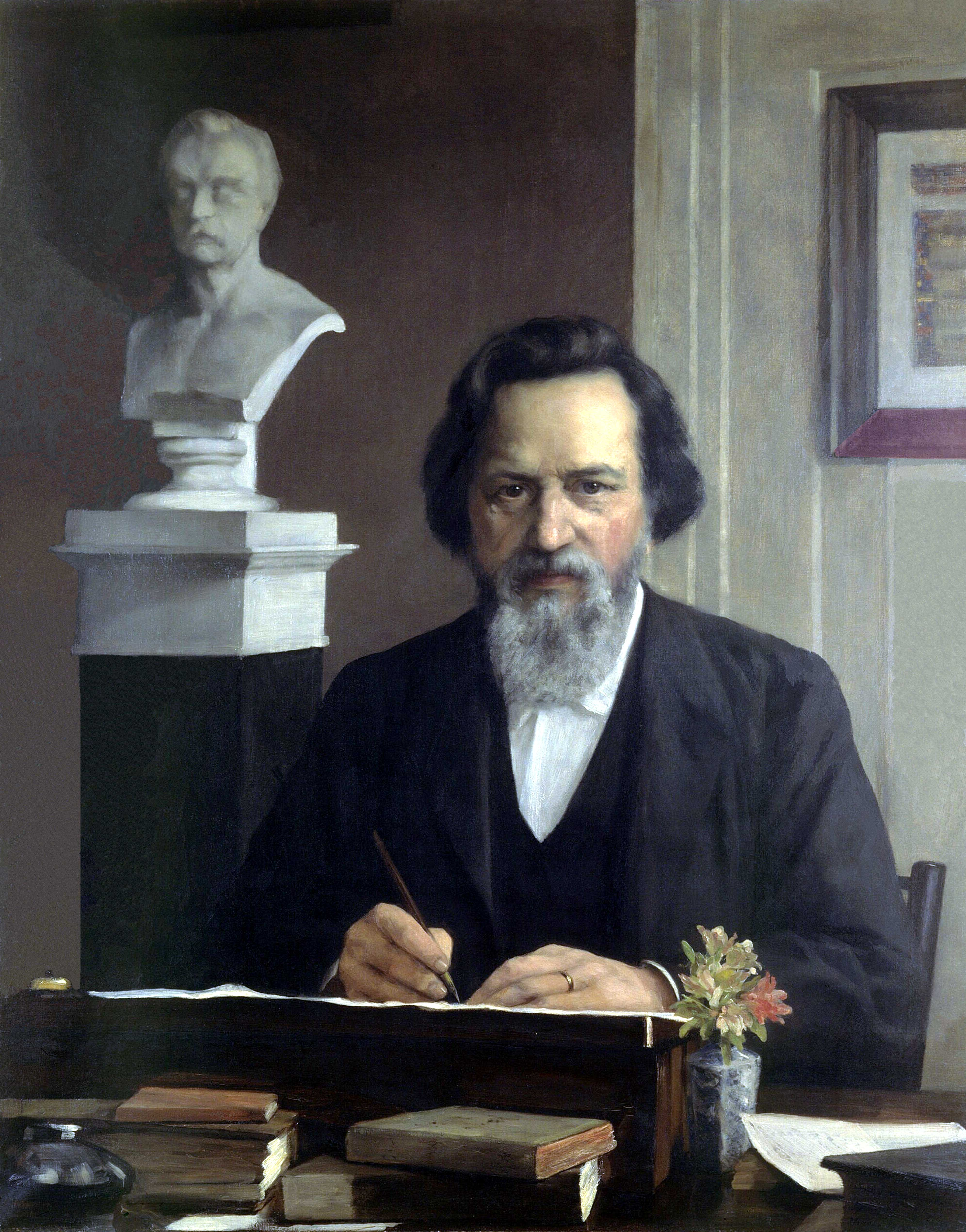
Frans Cornelis Donders (* 1818)

- 1818: Frans Cornelis Donders, niederländischer Physiologe und Wegbereiter auf dem Gebiet der Augenheilkunde
- 1819: Georg V., letzter König von Hannover
- 1820: Mathilde Bonaparte, französische Salonniere und Malerin, Tochter von Jérôme Bonaparte
- 1822: Joachim Raff, schweizerisch-deutscher Komponist
- 1826: Marie Helene Aarestrup, norwegische Genre-, Porträt- und Tiermalerin
- 1835: Charles Francis Adams jr., US-amerikanischer Brigadegeneral, Unternehmer und Historiker
- 1837: Bill Hickok, US-amerikanischer Westernheld
- 1840: William Patrick Auld, australischer Winzer, Weinhändler und Entdecker
- 1840: Lars Fredrik Nilson, schwedischer Chemiker
- 1842: Amancio Alcorta, argentinischer Politiker und Rechtswissenschaftler
- 1850: Eduard Ausfeld, deutscher Archivar und Historiker
- 1850: Ludvig Birkedal-Barfod, dänischer Organist und Komponist

#### 1851–1900
- 1856: Tom Vallance, schottischer Fußballspieler
- 1858: Christian Grünig, Schweizer Landwirt, Pietist und Anhänger der Heiligungsbewegung
- 1860: Margrethe Munthe, norwegische Schriftstellerin
- 1862: Feliksa Kozłowska, polnische Ordensschwester
- 1867: Arnold Bennett, britischer Schriftsteller, Journalist, Kritiker und Essayist
- 1867: Hermanus Frederik Roll, niederländischer Arzt
- 1868: Géza Horváth, ungarischer Komponist
- 1868: Feliks Władysław Starczewski, polnischer Komponist
- 1871: Oskar Picht, deutscher Erfinder der Blindenschreibmaschine
- 1871: Georges Rouault, französischer Maler

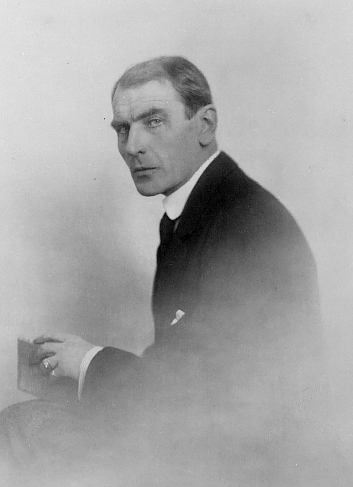
Richard von Schaukal (* 1874)

- 1874: Richard von Schaukal, österreichischer Dichter
- 1875: Wilhelm Bader junior, deutscher Orgelbauer
- 1877: Isadora Duncan, US-amerikanische Tänzerin
- 1877: Jussuf Ibrahim, ägyptisch-deutscher Kinderarzt
- 1878ː Anna Celli-Fraentzel, deutsche Krankenschwester, Philantropin und Frauenrechtlerin
- 1879: Hans Heinrich Lammers, deutscher Jurist, Beamter und SS-Oberführer
- 1881: Hannah Ackermann, deutsche Politikerin und Frauenrechtlerin
- 1881: Else Liefmann, deutsche Ärztin und Sozialarbeiterin
- 1881: Giulio Cesare Paribeni, italienischer Dirigent, Komponist und Musikkritiker
- 1884: Max Brod, tschechischer Schriftsteller
- 1884: Emil Pirchan, österreichischer Bühnenbildner und Autor
- 1885: Arnold Büchli, Schweizer Lehrer, Heimat- und Volkstumsforscher
- 1886: Max Dreher, deutscher Orgelbauer
- 1888: Louis Durey, französischer Komponist
- 1888: Walter Sommé, deutscher General
- 1889: Erik Hansen, deutscher General
- 1891: Otakar Bittmann, tschechoslowakischer Gynäkologe und Automobilrennfahrer
- 1891: Claude Champagne, kanadischer Komponist
- 1892: Artur Berger, österreichischer Filmarchitekt
- 1892: Willy Reetz, deutscher Maler
- 1893: Hendrik Gerard Bungenberg de Jong, niederländischer Chemiker
- 1893: Paul Helwig, deutscher Psychologe, Philosoph und Bühnenautor

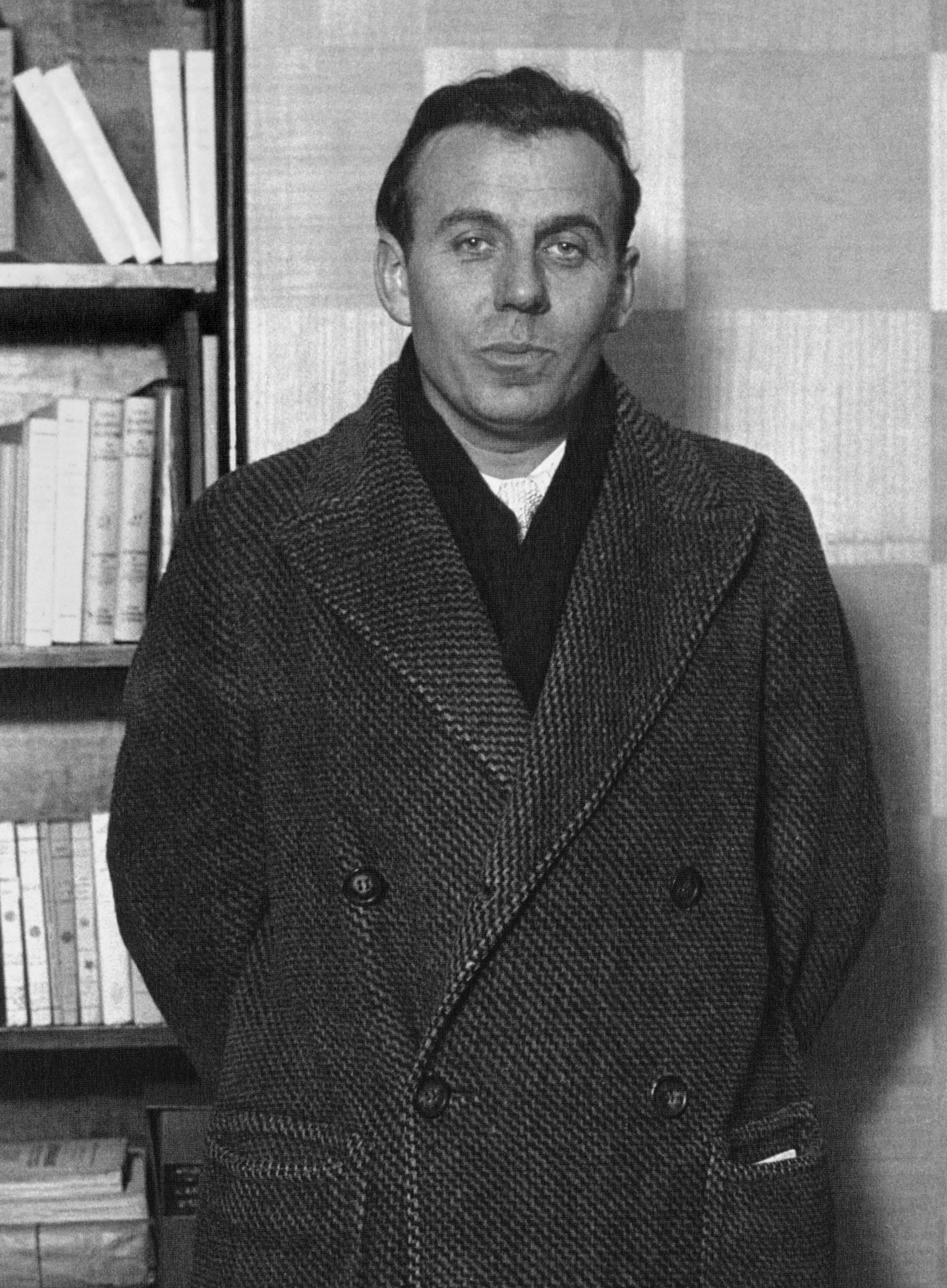
Louis-Ferdinand Céline (* 1894)

- 1894: Louis-Ferdinand Céline, französischer Schriftsteller und Arzt
- 1894: Dashiell Hammett, US-amerikanischer Schriftsteller
- 1895: Paul Bausch, deutscher Politiker, MdB
- 1895: Otto Katz, tschechoslowakischer Autor und Agent der Sowjetunion
- 1896: Lisa Albrecht, deutsche Politikerin, MdB
- 1896: Louis Trémel, französischer Automobilrennfahrer
- 1896: Olga Wendt, deutsche Gestalterin und Designerin
- 1897: John Cockcroft, britischer Atomphysiker, Nobelpreisträger
- 1897: Karl Höger, deutscher Fußballspieler und -trainer
- 1897: Ervin Mórich, ungarischer Ruderer
- 1897: Adolf Portmann, Schweizer Zoologe
- 1899: Hans Brausewetter, deutscher Film- und Theaterschauspieler

### 20. Jahrhundert

#### 1901–1925
- 1901: Georg-August Zinn, deutscher Jurist und Politiker
- 1902: Lulu Hofmann Bechtolsheim, US-amerikanische Mathematikerin
- 1903: Walt Kiesling, US-amerikanischer American-Football-Spieler und -Trainer
- 1904: Nambu Chūhei, japanischer Leichtathlet, Olympiasieger
- 1906: Guiscardo Améndola, uruguayischer bildender Künstler und Maler
- 1906: Herbert Ernst Groh, Schweizer Tenor
- 1906: Charles Moran, US-amerikanischer Unternehmer und Automobilrennfahrer

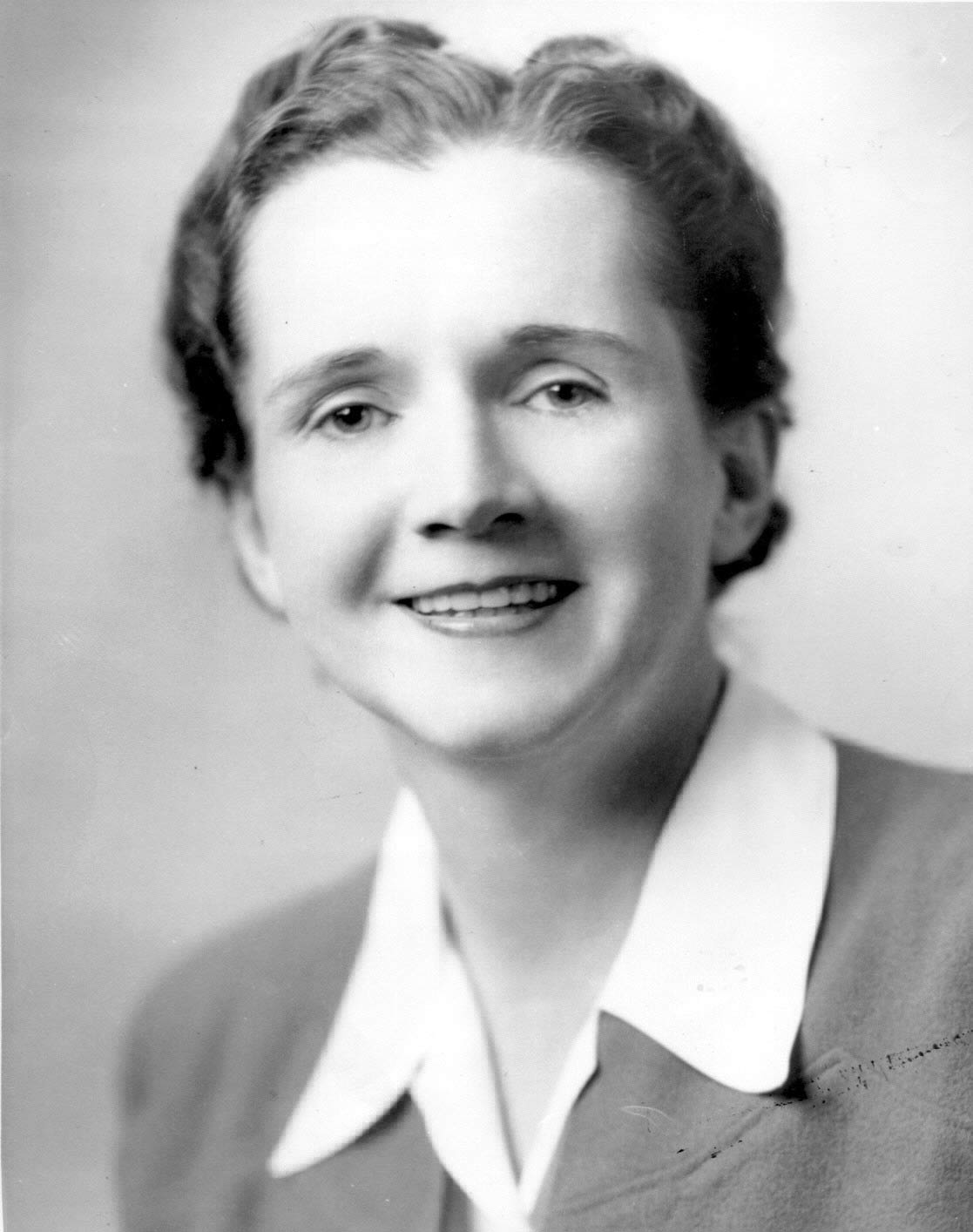
Rachel Carson (* 1907)

- 1907: Rachel Carson, US-amerikanische Zoologin und Biologin
- 1908: Hans Gustav Güterbock, deutscher Hethitologe
- 1908: Harold Rome, US-amerikanischer Komponist und Texter
- 1911: Hubert H. Humphrey, US-amerikanischer Vizepräsident
- 1911: Teddy Kollek, österreichisch-israelischer Kommunalpolitiker, Bürgermeister von Jerusalem
- 1911: Vincent Price, US-amerikanischer Schauspieler
- 1911: Erich Wasicky, österreichischer Offizier, Kriegsverbrecher
- 1912: John Cheever, US-amerikanischer Schriftsteller
- 1912: Sam Snead, US-amerikanischer Golfer
- 1913ː Elly-Viola Nahmmacher, deutsche Bildhauerin
- 1913: Wols, deutscher Maler und Fotograf
- 1914: Maria Lidka, deutsche Violinistin und Geigenlehrerin
- 1914: Franz Reckert, deutscher Maler und Bildhauer
- 1915: Bohdan Arct, polnischer Autor und Jagdflieger
- 1915: Ester Soré, chilenische Sängerin
- 1915: Herman Wouk, US-amerikanischer Schriftsteller
- 1918: Nakasone Yasuhiro, japanischer Politiker
- 1920: Georges Auclair, französischer Journalist und Schriftsteller
- 1920: Gabrielle Wittkop, französische Schriftstellerin, Künstlerin, Essayistin und Journalistin
- 1922: Otto Carius, deutscher Panzerkommandant

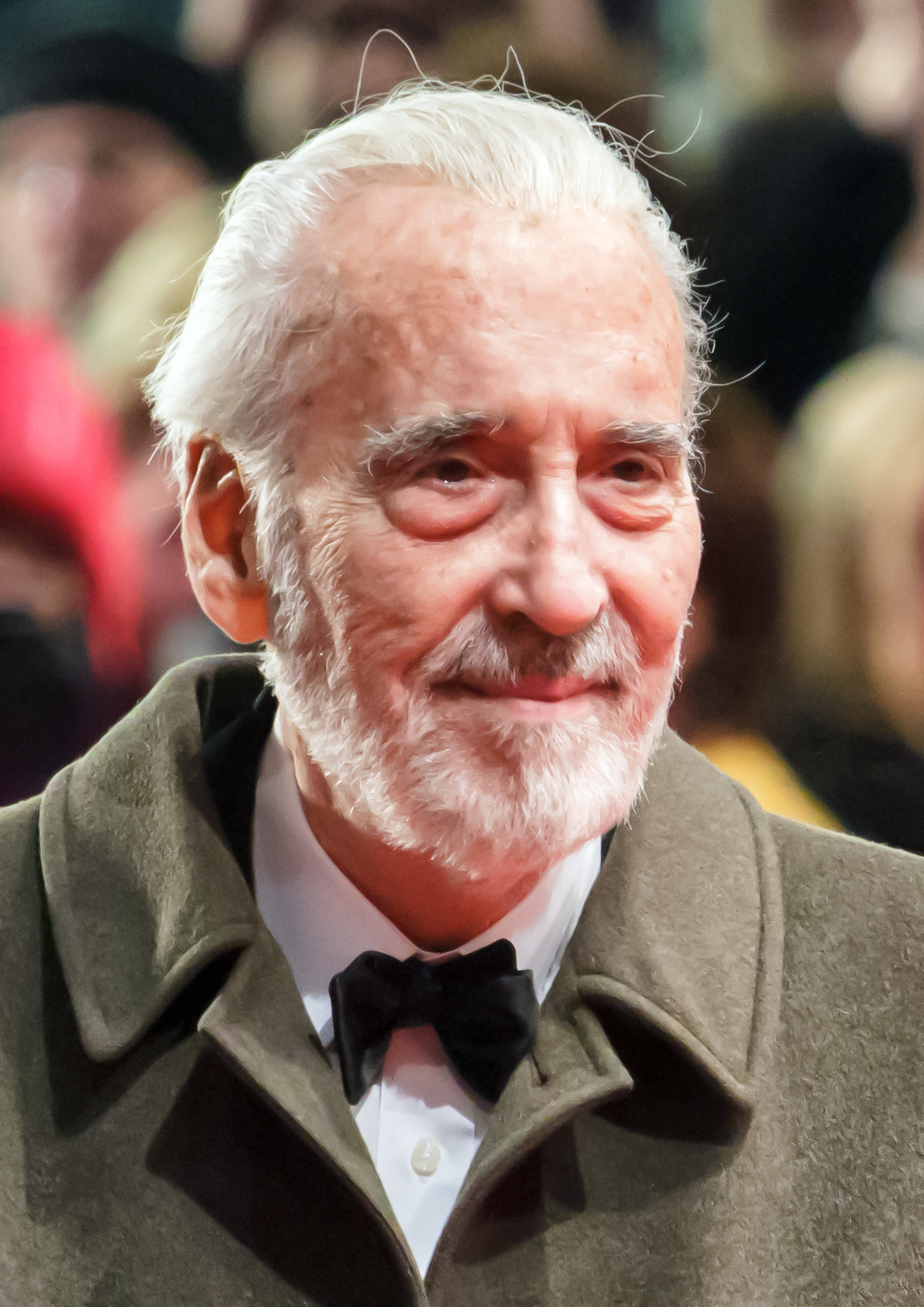
Christopher Lee (* 1922)

- 1922: Christopher Lee, britischer Schauspieler
- 1923: Henry Kissinger, US-amerikanischer Außenminister, Nobelpreisträger
- 1923: Danilo Martelli, italienischer Fußballspieler
- 1923: Inge Morath, österreichische Fotografin
- 1925: Jean-Paul Aron, französischer Journalist, Schriftsteller und Philosoph
- 1925: Walter Eich, Schweizer Fussballtorhüter
- 1925: Fernando Ariztía Ruiz, chilenischer Bischof
- 1925: Tony Hillerman, US-amerikanischer Autor
- 1925: Gustl Weishappel, deutsch-österreichischer Schauspieler und Hörfunkmoderator

#### 1926–1950

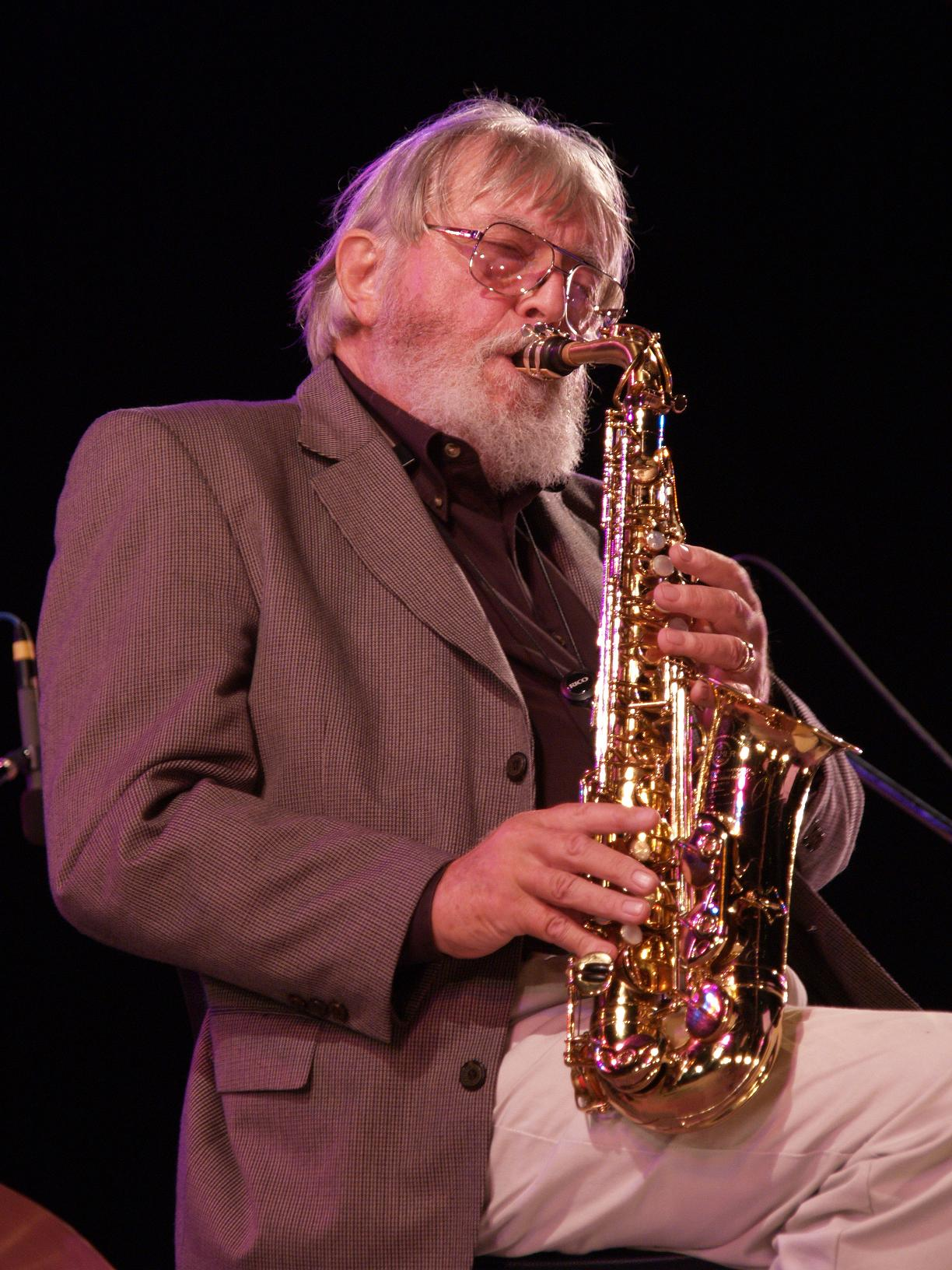
Bud Shank (* 1926)

- 1926: Bud Shank, US-amerikanischer Jazzmusiker
- 1927: Marijane Meaker, US-amerikanische Schriftstellerin
- 1928: Sergio Sartorelli, italienischer Autodesigner
- 1929: William Kelley, US-amerikanischer Schriftsteller und Drehbuchautor
- 1929: Peter Szondi, ungarischer Literaturwissenschaftler
- 1930: Guido Brunner, deutscher Politiker, EG-Kommissar
- 1930: Joachim Krause-Wichmann, deutscher Ruderer
- 1930: Eino Tamberg, estnischer Komponist
- 1931: Jerry Holan, US-amerikanischer Schwimmer
- 1931: Věroslav Neumann, tschechischer Komponist und Musikpädagoge
- 1931: Hans Rudolf Zöbeley, deutscher Komponist, Chordirigent und Kirchenmusiker
- 1932: Junior Parker, US-amerikanischer Sänger
- 1933: Erkki Hytönen, finnischer Eishockeyspieler und -trainer
- 1934: Uwe Friedrichsen, deutscher Schauspieler
- 1934: Enzo Siciliano, italienischer Journalist und Schriftsteller
- 1935: Ramsey Lewis, US-amerikanischer Musiker
- 1935: Luud Schimmelpennink, niederländischer Erfinder und Politiker

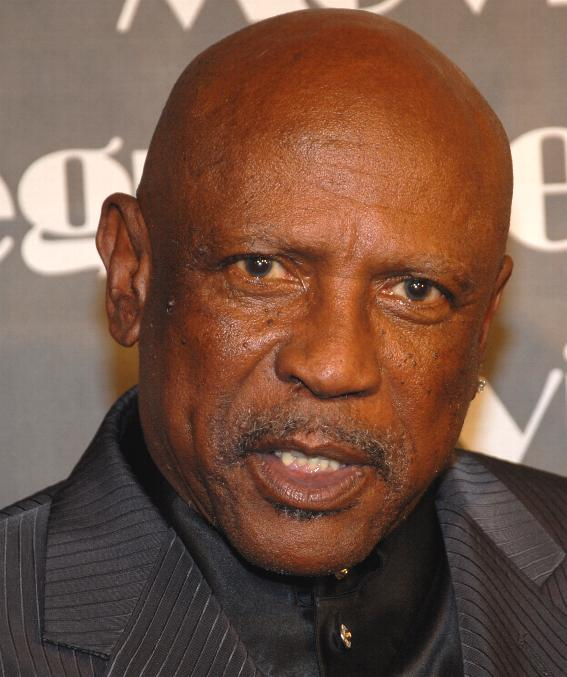
Louis Gossett Jr. (* 1936)

- 1936: Louis Gossett Jr., US-amerikanischer Schauspieler
- 1936: Helen Edwards, US-amerikanische Physikerin
- 1937: Eva Christian, deutsche Schauspielerin
- 1938: Christian von Wernich, deutsch-argentinischer Priester
- 1938: Anita Wood, US-amerikanische Moderatorin und Sängerin
- 1939: Don Williams, US-amerikanischer Musiker
- 1940: Gillian Barge, britische Schauspielerin
- 1940: Jan Bruins, niederländischer Motorradrennfahrer
- 1940: Antjekathrin Graßmann, deutsche Historikerin
- 1941: Gisela Bock, deutsche Politikerin
- 1942: Piers Courage, britischer Automobilrennfahrer
- 1942: Peter Grottian, deutscher Sozialwissenschaftler

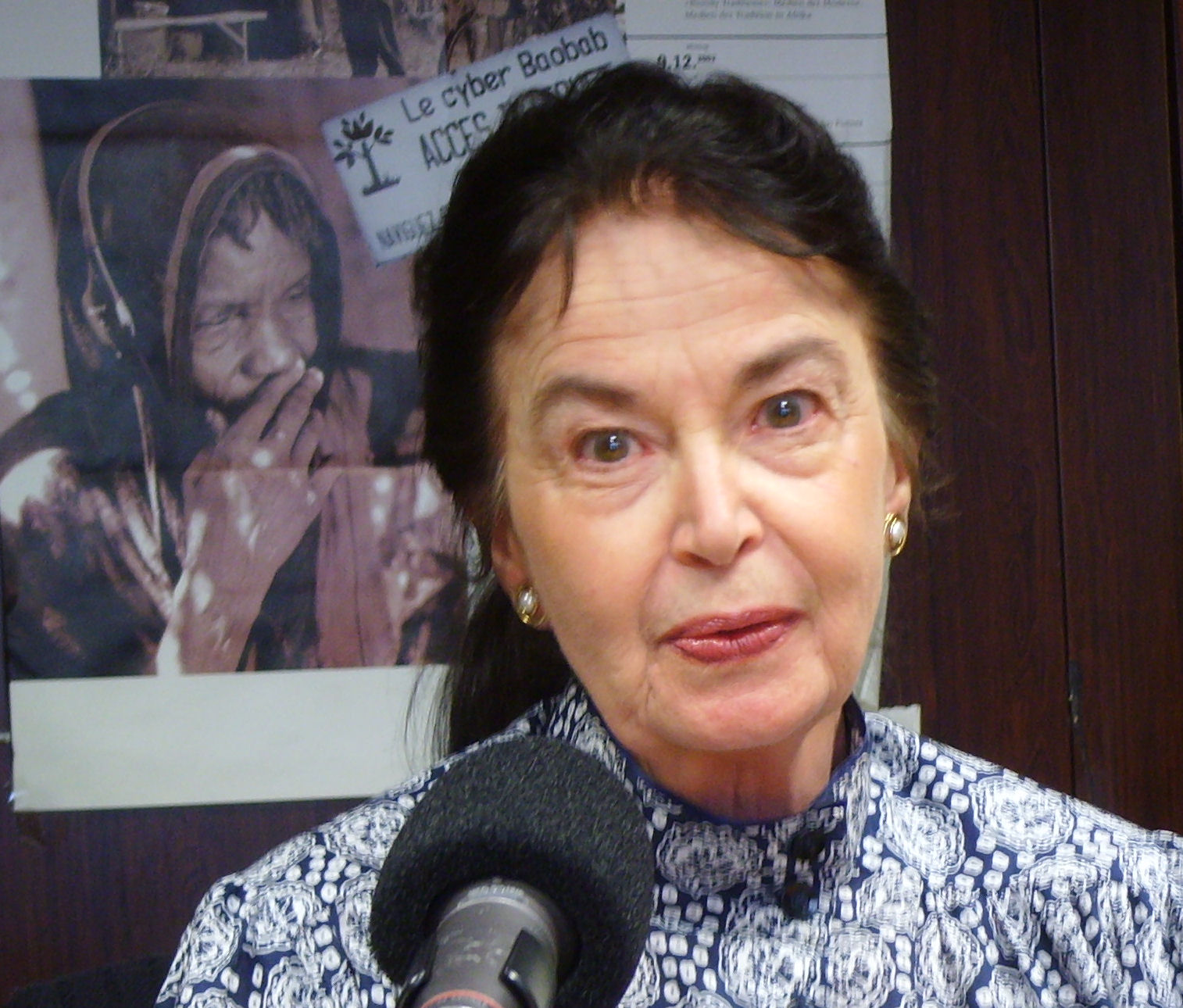
Elisabeth Vrba (* 1942)

- 1942: Elisabeth Vrba, südafrikanisch-US-amerikanische Paläontologin
- 1942: Robin Widdows, britischer Bobfahrer und Automobilrennfahrer
- 1943: Cilla Black, britische Sängerin
- 1943: Jutta Dahl, deutsche Pfarrerin und Friedensaktivistin
- 1943: Eva, deutsche Chansonsängerin

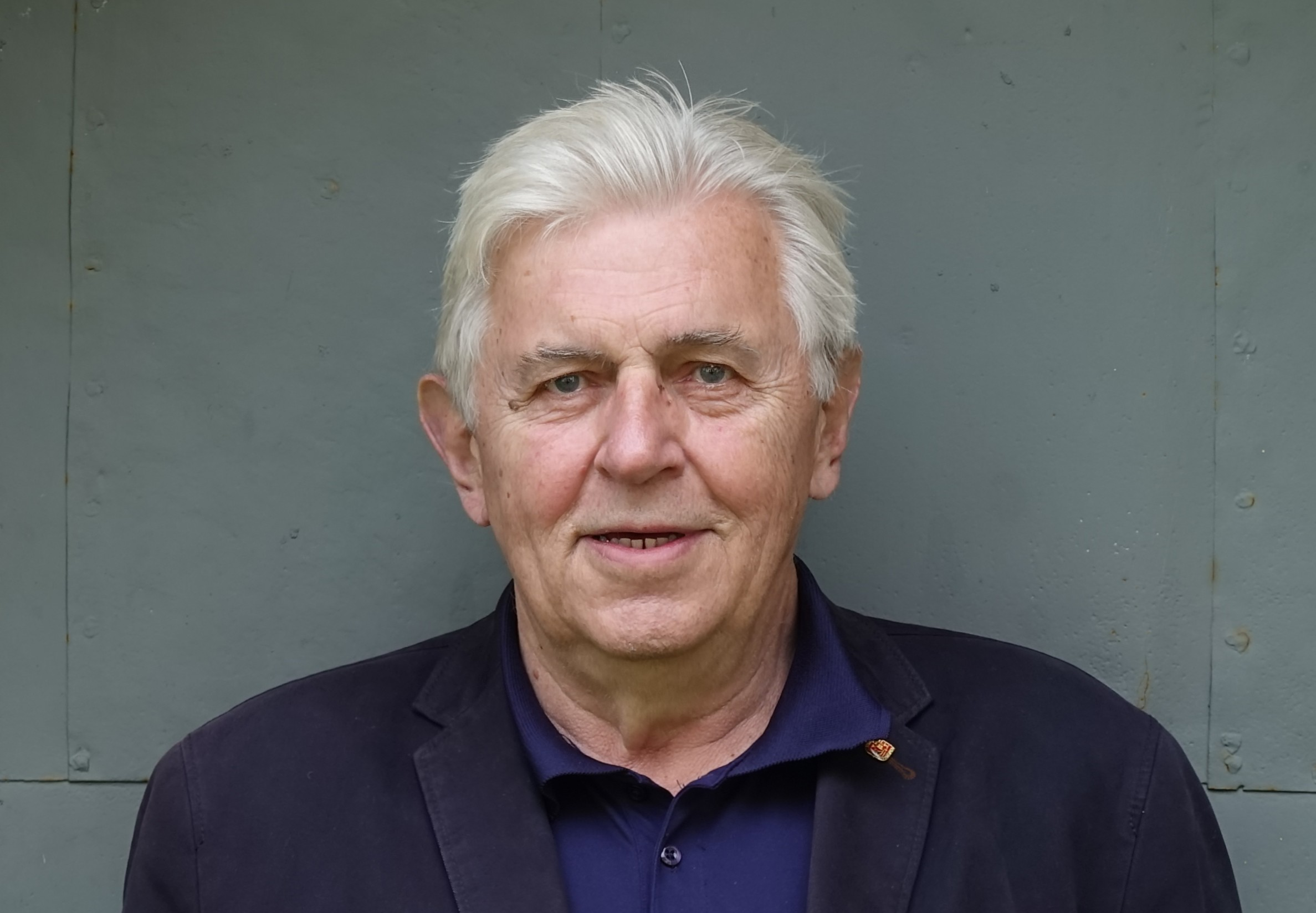
Rudolf G. Ardelt (* 1944)

- 1944: Rudolf G. Ardelt, österreichischer Historiker
- 1944: Chris Dodd, US-amerikanischer Politiker
- 1944: Stephan Rudas, österreichischer Facharzt für Psychiatrie und Neurologie
- 1944: Pleun Strik, niederländischer Fußballspieler
- 1945: Bruce Cockburn, kanadischer Musiker und Songwriter
- 1945: Dennis McCoy, US-amerikanischer Skirennläufer
- 1946: Alma Adams, US-amerikanische Politikerin
- 1946: John Williams, britischer Motorradrennfahrer
- 1947: Liana Alexandra, rumänische Komponistin
- 1947: Heike Behrend, deutsche Ethnologin
- 1947: Hans-Peter Repnik, deutscher Politiker, MdB
- 1947: Said, iranischer Schriftsteller
- 1948: Thomas Ahrens, deutscher Rudersportler
- 1948: Frédéric Dor, französischer Automobilrennfahrer
- 1949: Hama Tuma, äthiopischer Schriftsteller
- 1949: Terry Collins, US-amerikanischer Baseballmanager
- 1949: Christa Vahlensieck, deutsche Leichtathletin
- 1950: Rita Grießhaber, deutsche Politikerin
- 1950: Edgar Wagner, deutscher Jurist und Landesdatenschutzbeauftragter
- 1950: Dee Dee Bridgewater, US-amerikanische Jazzsängerin

#### 1951–1975
- 1951: Geneviève Raugel, französische Mathematikerin
- 1952: Hans Peter Stauch, deutscher Politiker
- 1953: Kurt Peter Larsen, dänischer Autor
- 1954: Josef Anton Achermann, Schweizer Bildhauer
- 1954: Roy Edwards, US-amerikanischer Politiker
- 1954: Jackie Slater, US-amerikanischer American-Football-Spieler
- 1954: Reiner Wehle, deutscher Klarinettist, Autor und Professor
- 1955: Adolfo Armando Uriona, argentinischer Bischof

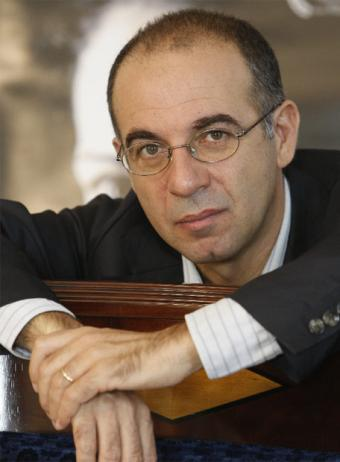
Giuseppe Tornatore (* 1956)

- 1956: Giuseppe Tornatore, italienischer Filmregisseur
- 1956: Irmela Maier, deutsche Künstlerin
- 1956: Clemens Tönnies, deutscher Unternehmer und Sportfunktionär
- 1956: Ulrich Wenner, deutscher Rechtswissenschaftler und Richter
- 1957: Dag Terje Andersen, norwegischer Politiker
- 1957: Wolfgang Augustyn, deutscher Kunsthistoriker und Redakteur
- 1957: Siouxsie Sioux, britische Sängerin
- 1958: Heike Schulte-Mattler, deutsche Leichtathletin und Olympiamedaillengewinnerin
- 1958: Manfred Spitzer, deutscher Psychiater, Psychologe und Hochschullehrer
- 1959: Angelika Bartsch, deutsche Schauspielerin
- 1959: Helga Druxes, US-amerikanische Literaturwissenschaftlerin
- 1959: Michael Goldberg, Schweizer Schauspieler

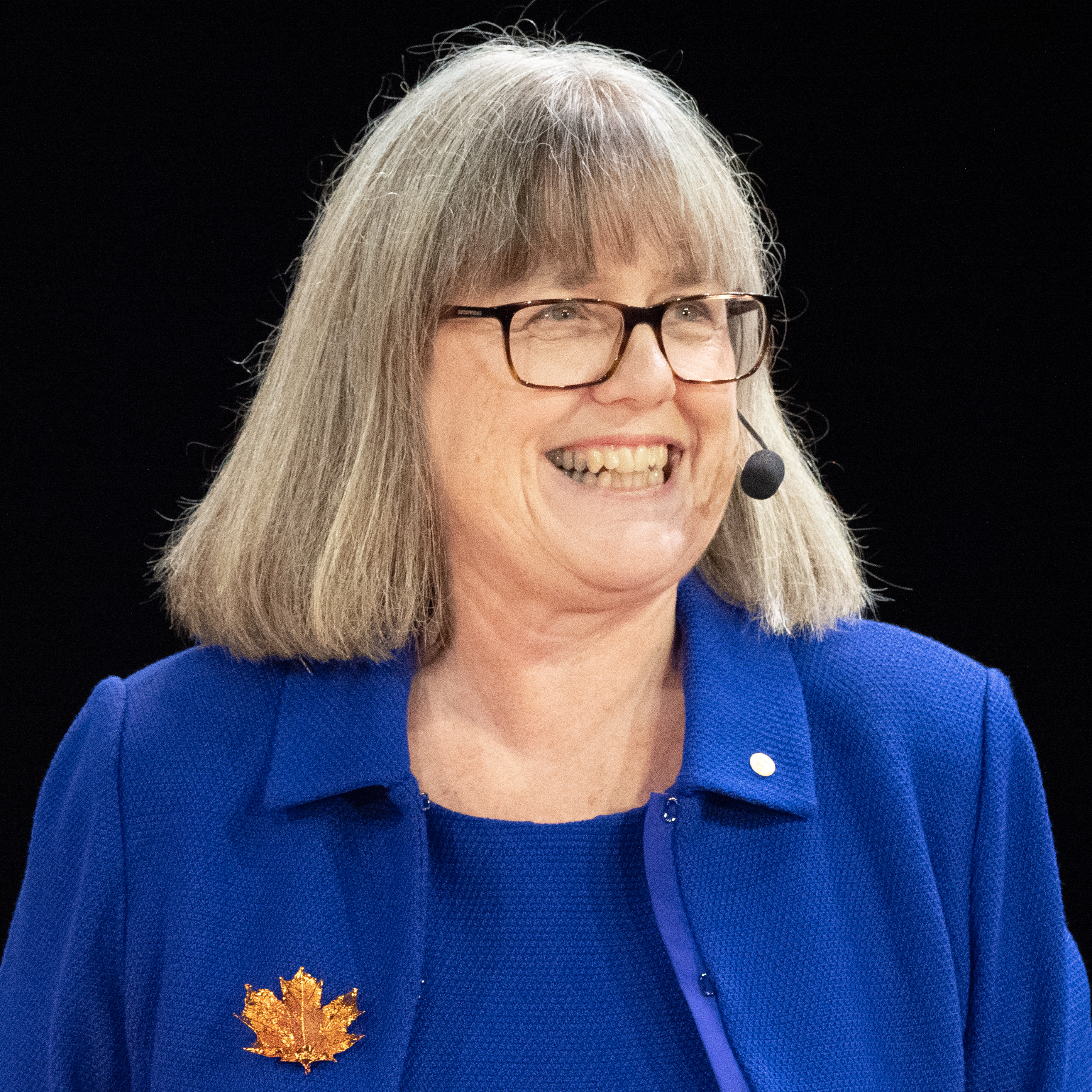
Donna Strickland (* 1959)

- 1959: Donna Strickland, kanadische Laserphysikerin und Nobelpreisträgerin
- 1960: Ray Armstead, US-amerikanischer Leichtathlet und Olympiasieger
- 1960: Emir Mutapčić, bosnischer Basketballspieler und -trainer
- 1961: Pierre-Henri Raphanel, französischer Automobilrennfahrer
- 1962: Anthony Hyman, britischer Zellbiologe
- 1963: Jaakko Mäntyjärvi, finnischer Komponist, Musikwissenschaftler und Philologe
- 1963: Maria Walliser, Schweizer Skirennläuferin
- 1964: Volker Abramczik, deutscher Fußballspieler
- 1964: Iris Biba-Pöschl, deutsche Langstreckenläuferin
- 1964: Bernd Brunner, deutscher Autor
- 1964: Adam Carolla, US-amerikanischer Komiker, Autor, Moderator, Filmproduzent, Synchronsprecher, Schauspieler und Regisseur
- 1964: Christopher Felix, kanadischer Eishockeyspieler
- 1964: Niko Härting, deutscher Rechtsanwalt und Honorarprofessor
- 1964: Elena Jontschewa, bulgarische Journalistin und Politikerin
- 1964: Krishna Levy, französischer Komponist
- 1964: Dirk Losert, deutscher Fußballspieler und -trainer
- 1964: Auli Mantila, finnische Filmregisseurin, Drehbuchautorin und Schriftstellerin
- 1964: Jozef Philipoom, belgischer Karambolagespieler
- 1964: Andreja Schneider, deutsche Sängerin und Schauspielerin
- 1964: Stefan aus dem Siepen, deutscher Jurist, Diplomat und Schriftsteller
- 1965: Pat Cash, australischer Tennisspieler
- 1966: Carol Campbell, deutsche Schauspielerin und Moderatorin
- 1967: Paul Gascoigne, britischer Fußballspieler
- 1967: Jörn Leonhard, deutscher Historiker

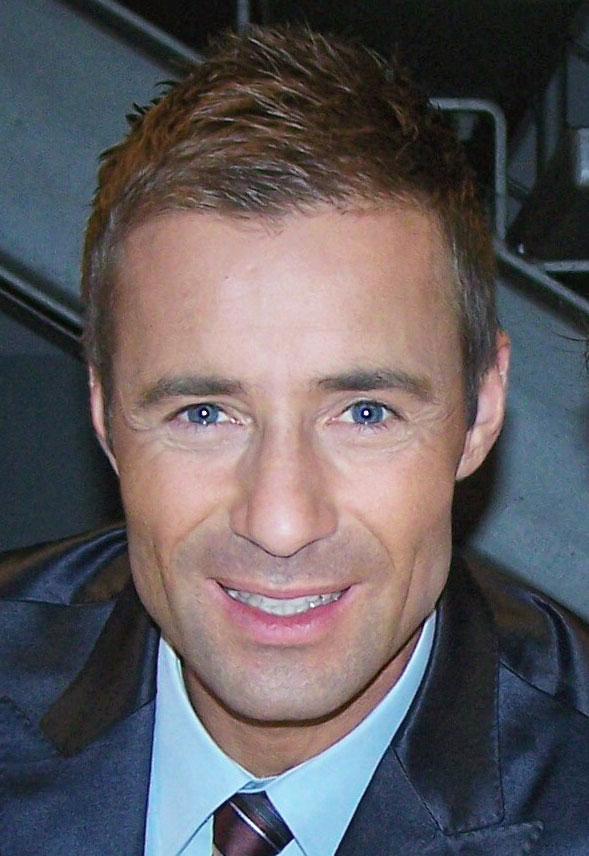
Kai Pflaume (* 1967)

- 1967: Kai Pflaume, deutscher Fernsehmoderator
- 1968: Edina Thalhammer, österreichische Sängerin
- 1968: Jennifer Wexton, US-amerikanische Politikerin
- 1970: Michele Bartoli, italienischer Radrennfahrer
- 1970: Joseph Fiennes, britischer Schauspieler
- 1971: Paul Bettany, britischer Schauspieler
- 1971: Lisa Lopes („Left Eye“), US-amerikanische Sängerin und Rapperin
- 1971: Beatrix von Storch, deutsche Politikerin
- 1972: Agueda Amaral, osttimorische Marathonläuferin
- 1973: Julia Böhm, deutsche Journalistin und Moderatorin
- 1973: Jack McBrayer, US-amerikanischer Schauspieler und Komiker
- 1974: Robert Kolar, österreichischer Schauspieler
- 1975: André 3000, US-amerikanischer Musiker und Filmschauspieler

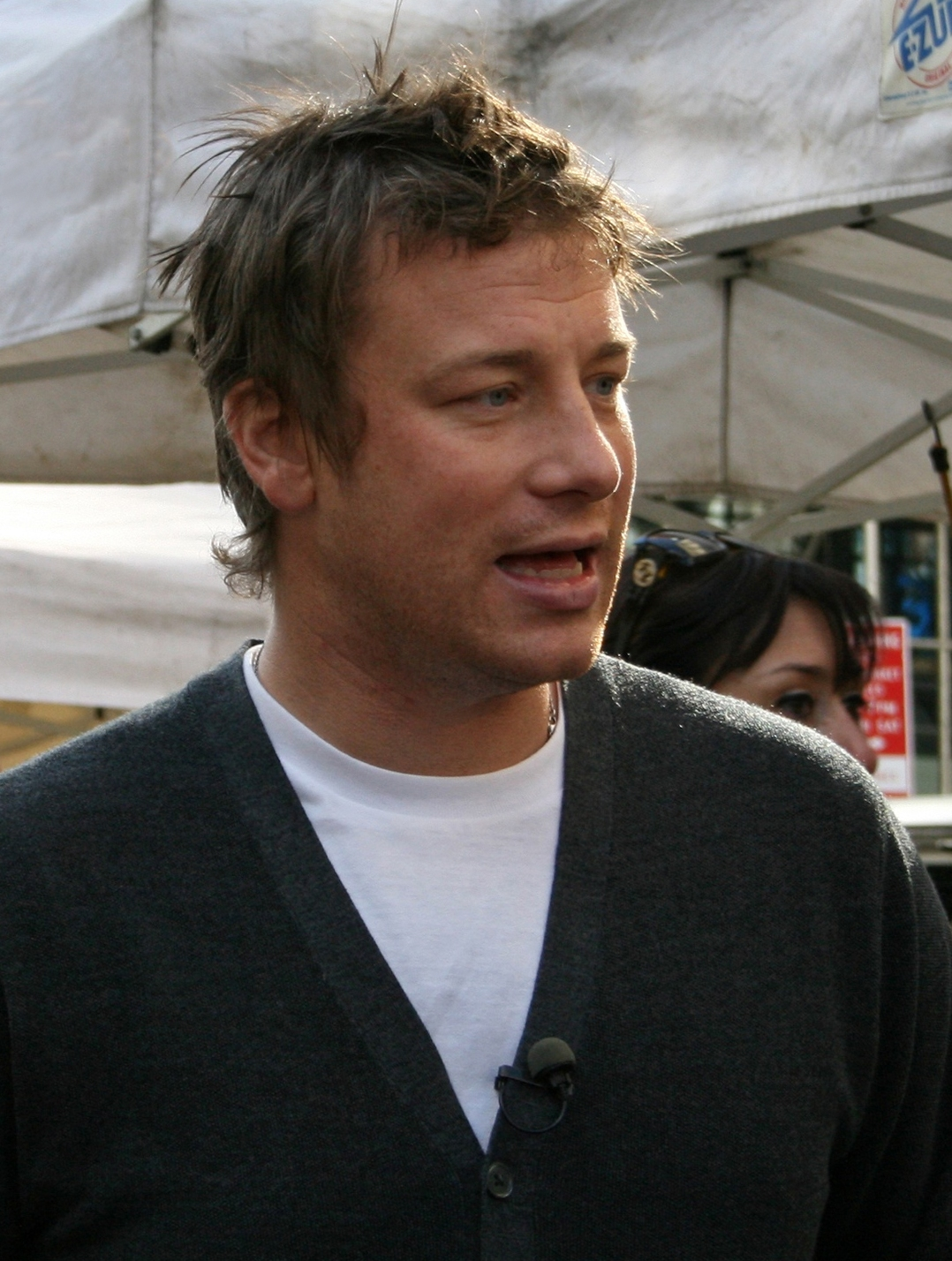
Jamie Oliver (* 1975)

- 1975: Jamie Oliver, englischer Fernsehkoch und Kochbuchautor
- 1975: Jadakiss, US-amerikanischer Rapper
- 1975: Andre Savage, kanadischer Eishockeyspieler

#### 1976–2000
- 1976: RJD2, US-amerikanischer Musiker
- 1976: Jiří Štajner, tschechischer Fußballspieler
- 1977: Nadine Beckel, deutsche Leichtathletin
- 1977: Shanola Hampton, US-amerikanische Schauspielerin und Regisseurin
- 1977: Chris Le Bihan, kanadischer Bobfahrer
- 1978: Jacques Abardonado, französischer Fußballspieler
- 1978: Hugo Armando, US-amerikanischer Tennisspieler
- 1978: Fabian Del Priore, deutscher Komponist, Arrangeur und Tongestalter

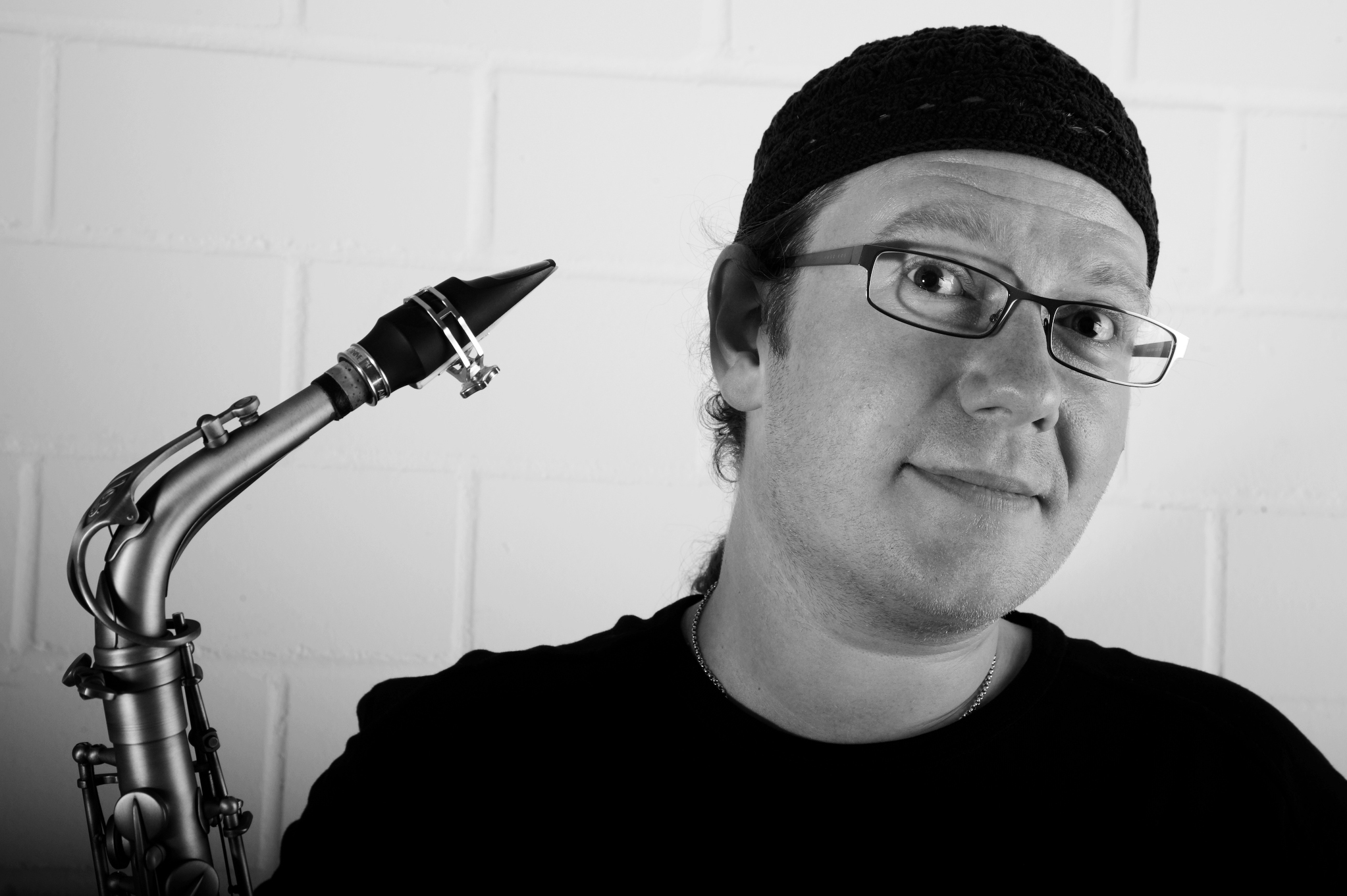
Matthias Anton (* 1979)

- 1979: Matthias Anton, deutscher Saxophonist und Hochschullehrer
- 1979: Capkekz, deutschsprachiger Rapper
- 1979: Mile Sterjovski, australischer Fußballspieler
- 1980: Andreas Blank, deutscher Handballspieler
- 1980: Adam Hauser, US-amerikanischer Eishockeyspieler
- 1981: Helmut La, österreichischer Schauspieler
- 1980: Stephen Miller, britischer Leichtathlet im Behindertensport
- 1981: Alina Cojocaru, rumänische Solo-Tänzerin beim Royal Ballet
- 1981: Ben Davies, englischer Fußballspieler
- 1981: Stefan Heythausen, deutscher Eisschnellläufer
- 1981: Miloy, angolanischer Fußballspieler
- 1982: Mariano Pavone, argentinischer Fußballspieler
- 1983: Lucenzo, portugiesisch-französischer Sänger
- 1987: Bella Heathcote, australische Schauspielerin
- 1988: Ioannis Athinaiou, griechischer Basketballspieler
- 1988: Tobias Reichmann, deutscher Handballspieler

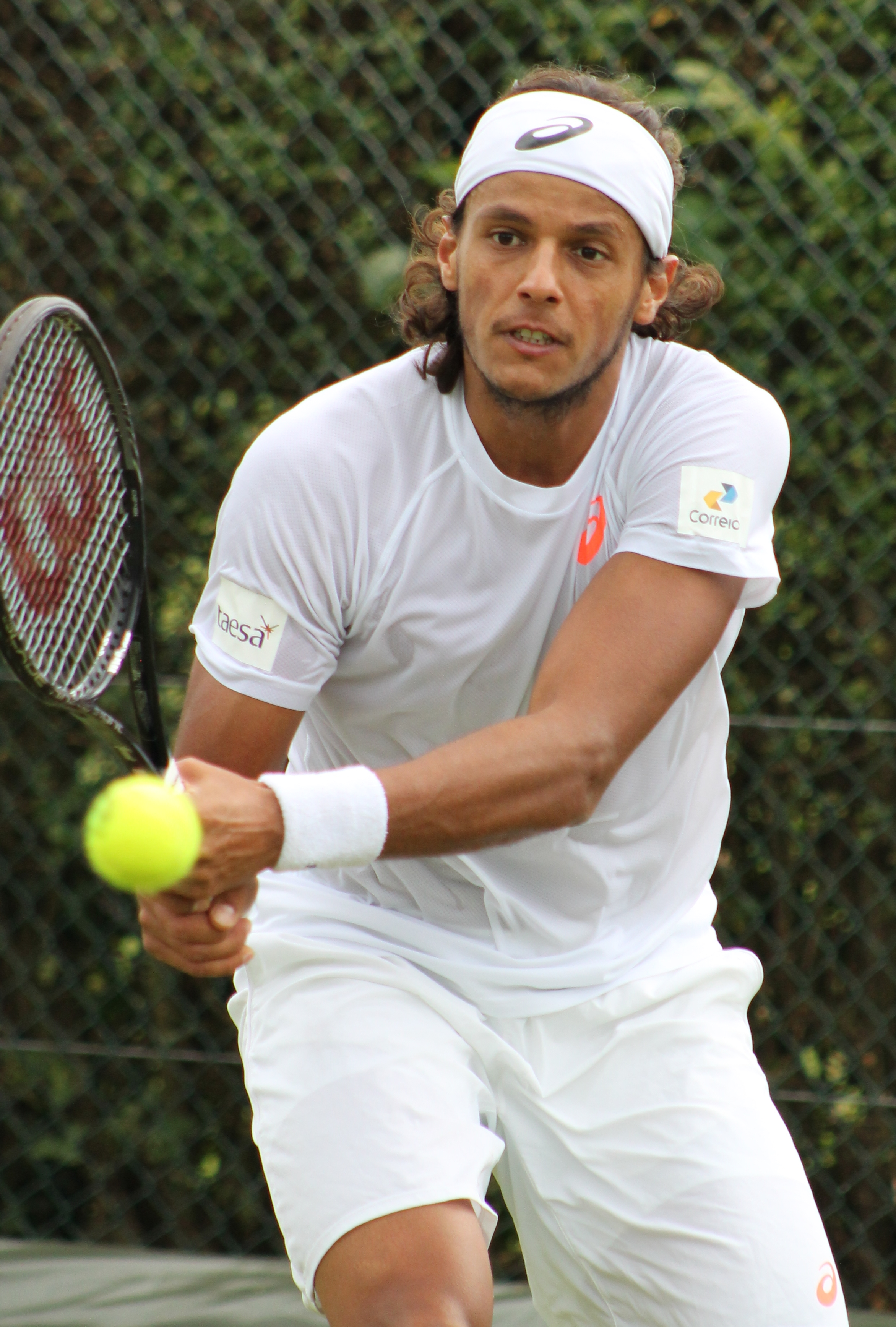
João Souza (* 1988)

- 1988: João Souza, brasilianischer Tennisspieler
- 1989: Danica Radojčić, serbische Sängerin
- 1990: Samuel Armenteros, schwedischer Fußballspieler
- 1990: Nadine Beiler, österreichische Sängerin
- 1990: Chris Colfer, US-amerikanischer Schauspieler
- 1990: Jonas Hector, deutscher Fußballspieler
- 1990: Maximilian Lechner, österreichischer Poolbillardspieler
- 1990: Apinya Sakuljaroensuk, thailändische Schauspielerin
- 1991: Filip Starzyński, polnischer Fußballspieler
- 1993: Ivar Slik, niederländischer Radrennfahrer
- 1994: Maximilian Arnold, deutscher Fußballspieler
- 1994: João Cancelo, portugiesischer Fußballspieler
- 1995: Marius Wolf, deutscher Fußballspieler
- 1996: Luise Befort, deutsche Schauspielerin
- 1996: Minjee Lee, australische Profigolferin
- 1996: Sam Morse, US-amerikanischer Skirennläufer
- 1996: Elena Stoffel, Schweizer Skirennläuferin
- 1997: Konrad Laimer, österreichischer Fußballspieler
- 1997: Lina von der Ahe, deutsche Synchron- und Hörspielsprecherin
- 1997: Soccer Mommy, US-amerikanische Singer-Songwriterin und Musikerin
- 1999: Matheus Cunha, brasilianischer Fußballspieler
- 1999: Nick Haspinger, deutscher Handballspieler
- 2000: Jade Carey, US-amerikanische Turnerin

### 21. Jahrhundert
- 2003: Franco Colapinto, argentinischer Automobilrennfahrer
- 2004: Yanick Wasser, Schweizer Skispringer
- 2004: You Young, südkoreanische Eiskunstläuferin

## Gestorben

### Vor dem 16. Jahrhundert
- 0366: Procopius, römischer Gegenkaiser
- 0847: Hetti, Erzbischof von Trier
- 0853: Markward von Prüm, Abt
- 0866: Ordoño I., asturischer König
- 0927: Simeon I. von Bulgarien
- 1039: Dietrich III., Graf von Holland
- 1045: Bruno von Würzburg, Kanzler von Italien, Fürstbischof von Würzburg
- 1088: Friedrich II. von Goseck, Pfalzgraf von Sachsen
- 1096: Kalonymos ben Meschullam, jüdischer Dichter, Gelehrter und Rabbiner
- 1138: Hadmar I. von Kuenring, österreichischer Ministerialadeliger und Burgvogt von Dürnstein
- 1178: Gottfried von Rhenen, Bischof von Utrecht
- 1178: Werner II., Abt im Kloster St. Blasien im Südschwarzwald
- 1234: Heinrich III. von Oldenburg-Wildeshausen, Graf von Wildeshausen und Graf von Bruchhausen
- 1250: Raniero Capocci, Kardinal der römisch-katholischen Kirche
- 1266: Elisabeth von Braunschweig, römisch-deutsche Königin
- 1272: Erich I., Herzog von Schleswig
- 1275: Fujiwara no Tameie, japanischer Dichter
- 1289: Johann III., Fürst von Mecklenburg
- 1369: Reinhard von Hanau, Kleriker
- 1409: Ottobuono Terzi, italienischer Adeliger und Condottiere
- 1444: John Beaufort, 1. Duke of Somerset, Oberbefehlshaber der englischen Streitkräfte in Frankreich
- 1487: Tilokarat, König des thailändischen Königreichs von Lan Na

### 16. und 17. Jahrhundert
- 1508: Ludovico Sforza, Herzog von Mailand
- 1516: Peter Wolkow, Bischof von Schwerin
- 1523: Johannes VIII. Grimholt, Bischof von Lübeck
- 1525: Thomas Müntzer, deutscher Theologe und Revolutionär
- 1525: Heinrich Pfeiffer, evangelischer Theologe und Mitstreiter Thomas Müntzers
- 1564: Johannes Calvin, Schweizer Reformator
- 1567: Fazio Gaggini, sizilianischer Bildhauer
- 1569: François de Coligny-d’Andelot, Generaloberst der französischen Infanterie
- 1570: Moses Cordovero, jüdischer Mystiker und Kabbalist
- 1574: Gabriel de Lorges, Graf Montgomery
- 1581: Christoph Báthory, Woiwode Siebenbürgens und Bruder des polnischen Königs Stephan Bathory
- 1602: Jan Brandt, polnischer Theologe und Komponist
- 1606: der falsche Dimitri, Zar von Russland, laut seinen Gegnern in Wirklichkeit Juri Otrepjew
- 1608: Alessandro Vittoria, italienischer Bildhauer und Medailleur
- 1610: François Ravaillac, Mörder von Heinrich IV. von Frankreich
- 1627: Eberhard Bronchorst, niederländischer Rechtswissenschaftler
- 1641: Matthew Cradock, englischer Kaufmann, Politiker und Gouverneur der Massachusetts Bay Colony
- 1650: Anthony Ascham, englischer Adeliger, Parlamentarier und Diplomat
- 1662: Wilhelm, Herzog von Sachsen-Weimar
- 1672: Johann Arnold Friderici, deutscher Mediziner und Botaniker
- 1680: Johann Georg Bendl, böhmischer Bildhauer
- 1688: Anna Elisabeth, Prinzessin von Sachsen-Lauenburg und Landgräfin von Hessen-Homburg
- 1690: Giovanni Legrenzi, italienischer Komponist

### 18. Jahrhundert
- 1702: Dominique Bouhours, französischer Jesuitenpriester, Philologe, Historiker und Verfasser
- 1702: Hans Kogler, oberbayerischer Maurer und Baumeister

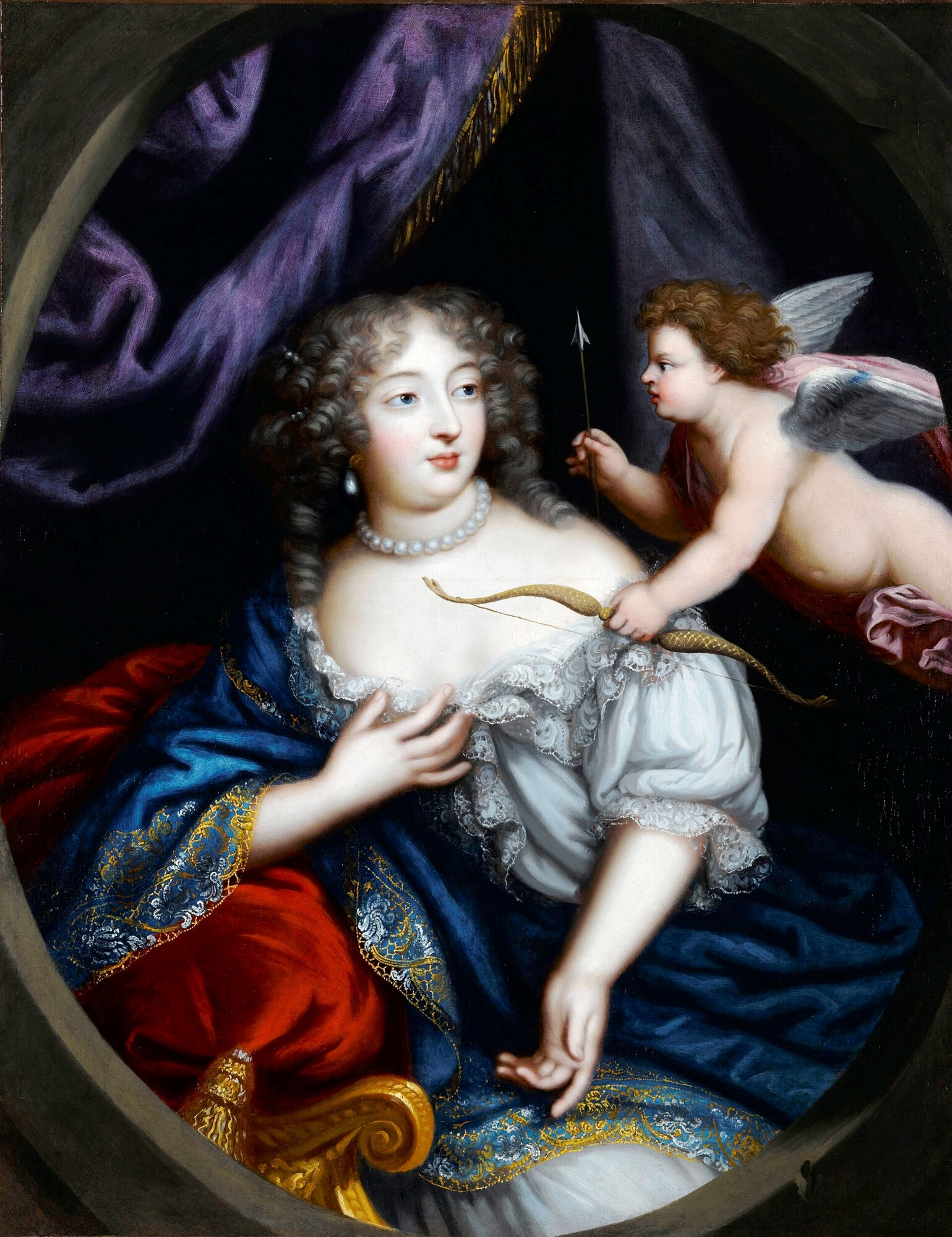
Madame de Montespan († 1707)

- 1707: Madame de Montespan, französische Mätresse von Ludwig XIV.
- 1711: Franz Alexander, Fürst von Nassau-Hadamar
- 1711: Matthäus Gottfried Purmann, deutscher Chirurg und Autor
- 1712: Johann Baptist Röschel, ungarischer Physiker und Theologe
- 1720: David Hoyer, deutscher Maler
- 1721: Christoph von Hellwig, Stadtphysicus zu Erfurt, Publizist und Schöpfer des „Hundertjährigen Kalenders“
- 1723: Charles Lennox, 1. Duke of Richmond, unehelicher Sohn des englischen Königs Karl II.
- 1739: Johann Gottfried Bernhard Bach, deutscher Organist
- 1741: Christoph Ernst Steinbach, deutscher Arzt und Lexikograph
- 1749: Maria Caroline Charlotte von Ingenheim, bayerische Hofdame und Favoritin des späteren Kurfürsten bzw. Kaisers Karl Albrecht von Bayern
- 1751: Johan III. de Witt, niederländischer Patrizier, Präsident der Rechenkammer der österreichischen Niederlande
- 1753: Anton Heinrich Walbaum, deutscher Pietist und Hofrat des Herzogs von Sachsen-Saalfeld
- 1755: Ulrich von Löwendal, deutscher Feldherr und Marschall von Frankreich
- 1761: Dominikus Moling, ladinischer Bildhauer
- 1762: Alexander Gottlieb Baumgarten, deutscher Philosoph
- 1766: Iwan Iwanowitsch Polsunow, russischer Erfinder
- 1770: Sophie Magdalene von Brandenburg-Kulmbach, hohenzollernische Prinzessin und Königin von Dänemark
- 1793: Nonnosus Brand, deutscher Komponist, Organist und Musikpädagoge aus Bayern
- 1797: Johann Friedrich Albinus, deutscher Beamter
- 1797: François Noël Babeuf, französischer Agitator und Journalist
- 1797: Augustin Alexandre Darthé, französischer Revolutionär

### 19. Jahrhundert
- 1803: Ludwig I., König von Etrurien
- 1805: Johann Friedrich Wenthin, deutscher Orgelbauer
- 1818: Blasius Bernauer, deutscher Orgelbauer
- 1826: Adam Gottlieb Lange, deutscher evangelischer Geistlicher
- 1831: Jedediah Smith, US-amerikanischer Trapper, Pelzhändler und Entdecker
- 1831: Joseph von Zerboni di Sposetti, preußischer Beamter, Publizist, Dichter und Freimaurer
- 1839: Bernhard Mitterbacher, böhmischer Mediziner

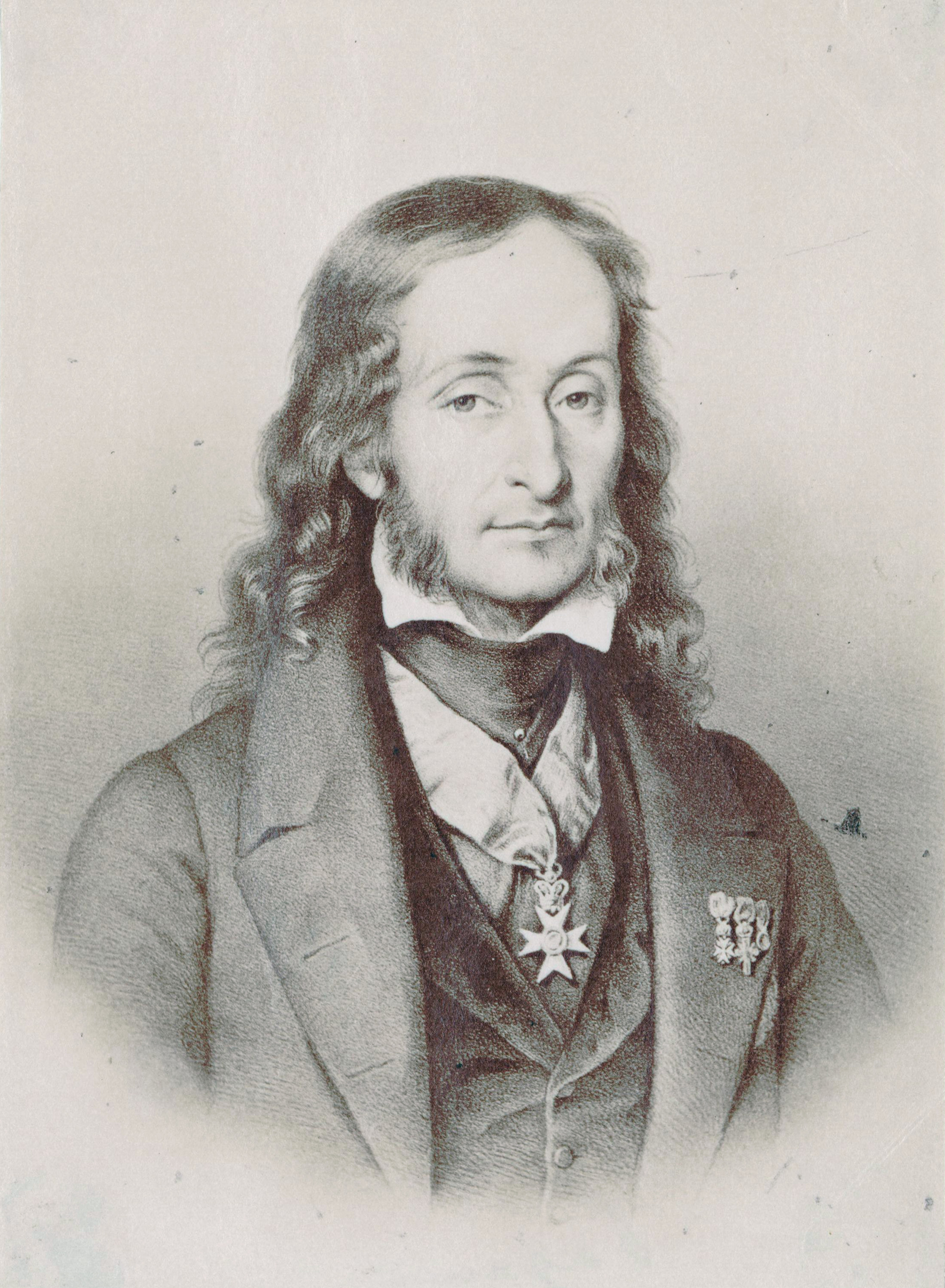
Niccolò Paganini († 1840)

- 1840: Niccolò Paganini, italienischer Violinist und Komponist
- 1841: Ernst-Wilhelm Arnoldi, deutscher Kaufmann
- 1851: Karl Burkart, deutscher Verwaltungsjurist
- 1852: Eduard Dohlhoff, deutscher Arzt und Medizinalrat
- 1857: George Anson, britischer General
- 1858: Friedrich Schlemm, deutscher Arzt und Anatom
- 1868: Georg Egestorff, deutscher Industrieller
- 1876: Carl Overweg, deutscher Politiker und Industrieller
- 1877: Gustav Meyer, deutscher Landschaftsgestalter und Städtischer Gartendirector zu Berlin
- 1885: Friedrich zu Schwarzenberg, Erzbischof von Prag
- 1889: Clément Broutin, französischer Komponist
- 1893: Joseph Stöckle, deutscher Schriftsteller und Philologe
- 1896: Alexander Grigorjewitsch Stoletow, russischer Physiker
- 1897: Otfried Hans von Meusebach, deutsch-US-amerikanischer Farmer, Botaniker und Senator

### 20. Jahrhundert

#### 1901–1950
- 1902: Karl Böhm von Böhmersheim, österreichischer Mediziner
- 1903: Johannes Maria Assmann, deutscher Priester
- 1905ː Ottilie Bach, deutsche Schriftstellerin
- 1906: Erich Zweigert, deutscher Politiker
- 1908: Carl Bruno Tröndlin, deutscher Kommunalpolitiker, Oberbürgermeister von Leipzig

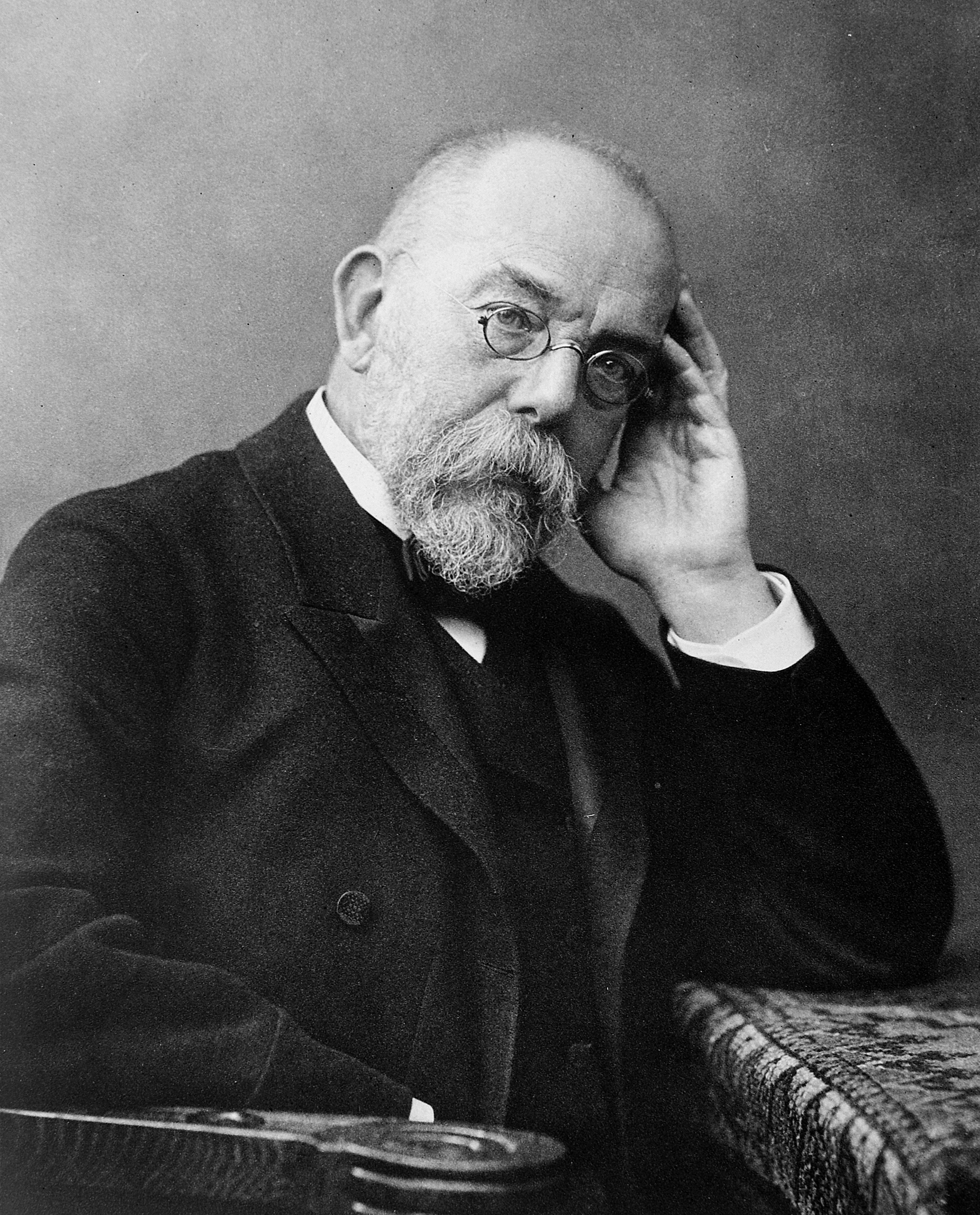
Robert Koch († 1910)

- 1910: Robert Koch, deutscher Mediziner und Mikrobiologe, Nobelpreisträger
- 1912ː Pauline von Königsegg, österreichische Hofdame Elisabeths von Österreich-Ungarn
- 1916: Joseph Gallieni, französischer Marschall, Gouverneur von Madagaskar und Kriegsminister
- 1916: Josef Langl, österreichischer Maler, Bildhauer und Erzähler
- 1919: Simon Schwendener, Schweizer Botaniker und Universitätsprofessor
- 1919: Eduard Paul Benedict Frese, deutsch-baltischer Geistlicher und evangelischer Bekenner
- 1921: Haydn Keeton, britischer Organist, Musikpädagoge und Komponist
- 1922: Heinrich Antoine-Feill, deutscher Rechtsanwalt
- 1925: Seyyit Abdülkadir, osmanisch-kurdischer Politiker
- 1926: Jeanna Bauck, schwedisch-deutsche Malerin
- 1928: Arthur Schoenflies, deutscher Mathematiker
- 1930: Ewald Haase, deutscher Feuerwehrmann, Politiker und Radsportfunktionär
- 1930: Alberto Pedrazzini, Schweizer Politiker und Schriftsteller
- 1932: Heinrich-Joachim von Morgen, deutscher Automobilrennfahrer
- 1936: Anton Schmutzer, österreichischer Musiker und Komponist

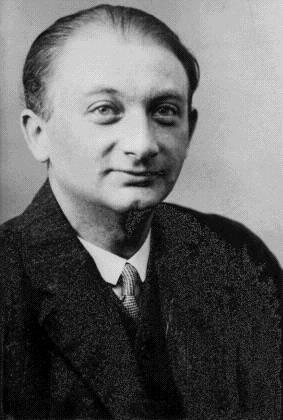
Joseph Roth († 1939)

- 1939: Joseph Roth, österreichischer Schriftsteller und Journalist
- 1941: Oswald Baer, österreichischer Maler
- 1941: Ernst Lindemann, deutscher Marineoffizier
- 1941: Günther Lütjens, deutscher Marineoffizier
- 1943: Adolf Urban, deutscher Fußballspieler
- 1944: Ernst Wille, deutscher Politiker und Widerstandskämpfer
- 1945: Pieter van Romburgh, niederländischer Chemiker und Hochschulprofessor
- 1947: Vinzenz Nohel, österreichischer Nationalsozialist, Kriegsverbrecher
- 1949: Rosy Wertheim, niederländische Komponistin, Pianistin und Musikpädagogin

#### 1951–2000
- 1953: Editha Klipstein, deutsche Schriftstellerin und Journalistin

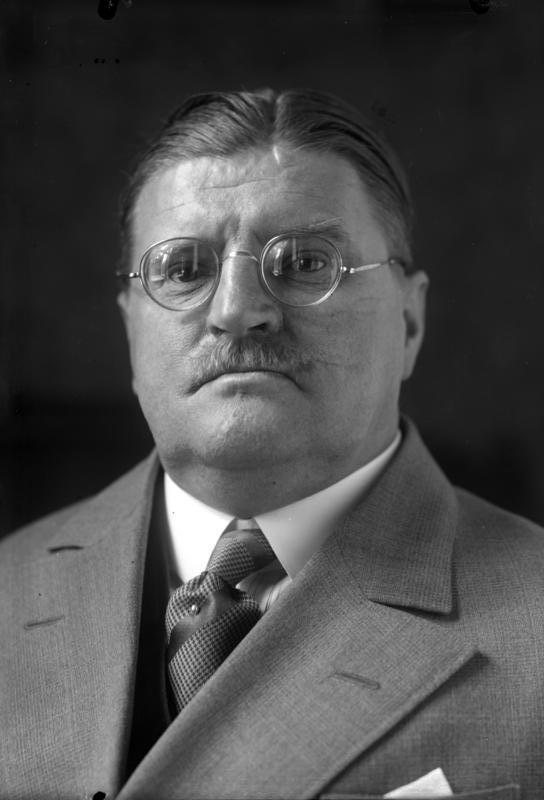
Otto Meissner († 1953)

- 1953: Otto Meissner, deutscher Staatsbeamter, Reichsminister, Leiter des Büros des Reichspräsidenten und der Präsidialkanzlei des Führers
- 1954: Arthur Koepchen, deutscher Manager und technischer Vorstand der RWE AG
- 1954: Jacobus Schoemaker, niederländischer Fußballspieler
- 1959: Hermann Lüdemann, deutscher Politiker, MdL, Minister, Ministerpräsident
- 1960: Alfred Wilhelm Arnold, deutscher Politiker
- 1960: James Montgomery Flagg, US-amerikanischer Zeichner und Illustrator
- 1960: George Zucco, US-amerikanischer Film- und Theaterschauspieler
- 1962: Egon Petri, niederländischer Pianist
- 1964: Jawaharlal Nehru, indischer Premierminister
- 1964: Kurt Schreiber, deutscher Generalleutnant
- 1965: Arnold Heim, Schweizer Geologe

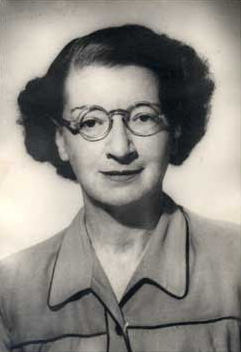
Tilly Eidinger († 1967)

- 1967: Tilly Edinger, deutsche Paläontologin und Begründerin der Paläoneurologie in Deutschland
- 1967: Paul Henckels, deutscher Schauspieler
- 1967: Joachim Tiburtius, deutscher Kulturpolitiker, MdL, Senator
- 1968: Philip Vian, britischer Flottenadmiral
- 1969: Jeffrey Hunter, US-amerikanischer Schauspieler
- 1972: José Garibi y Rivera, mexikanischer Geistlicher, Erzbischof von Guadalajara
- 1976: Hilde Hildebrand, deutsche Theater- und Filmschauspielerin
- 1977: Hans Augustin, deutscher Jurist
- 1978: Artur Ebert, deutscher Geophysiker
- 1980: Karaki Junzō, japanischer Literaturwissenschaftler
- 1985: Marianne Rath, österreichische Glaskünstlerin
- 1985: Hans Eggert Schröder, deutscher Verlagsberater, Herausgeber, Autor und Privatgelehrter

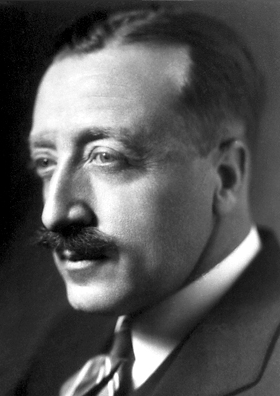
John Howard Northrop († 1987)

- 1987: John Howard Northrop, US-amerikanischer Chemiker
- 1988: Ernst Ruska, deutscher Elektrotechniker, Erfinder des Elektronenmikroskops
- 1990: Hans Bunge, deutscher Dramaturg, Regisseur und Autor
- 1991: Elimar Kloos, deutscher Boxer

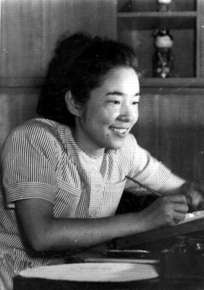
Hasegawa Machiko († 1992)

- 1992: Hasegawa Machiko, japanische Manga-Zeichnerin
- 1992: Thomas Reddy, irischer Boxer
- 1993: Werner Stocker, deutscher Schauspieler
- 1994: Klaus Beckmann, deutscher Politiker
- 1994ː Mary Virginia Carey, US-amerikanische Schriftstellerin
- 1996: Aksel Bonde, dänischer Ruderer
- 1996: Wilhelm Mayrhofer, österreichischer Politiker
- 1997: Fritz Leutwiler, Schweizer Volkswirtschafter
- 1997: Gerhard Wollner, deutscher Schauspieler und Kabarettist
- 1998: Pietro Donzelli, italienischer Fotograf
- 1998: Ghasaros (Lazar) Sarian, armenischer Komponist
- 1999: Alice Adams, US-amerikanische Autorin und Universitätsprofessorin
- 1999: Thomas Briccetti, US-amerikanischer Komponist, Pianist und Dirigent
- 2000: Inga Abel, deutsche Schauspielerin
- 2000: Maurice Richard, kanadischer Eishockeyspieler

### 21. Jahrhundert
- 2001: Gilles Lefebvre, kanadischer Geiger
- 2003: François Bondy, deutsch-schweizerischer Schriftsteller und Journalist

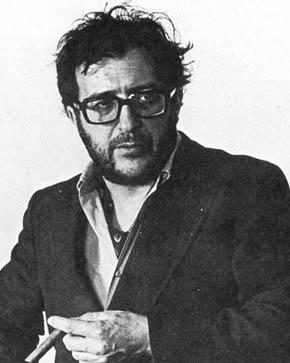
Luciano Berio († 2003)

- 2003: Luciano Berio, italienischer Komponist
- 2004: Umberto Agnelli, italienischer Unternehmer
- 2004: Franz Klein, deutscher Steuerrechtswissenschaftler und Präsident des Bundesfinanzhofs
- 2004: Werner Tübke, deutscher Maler und Grafiker der Leipziger Schule, wichtiger Repräsentant der DDR-Kunst
- 2005: Annamirl Bierbichler, deutsche Schauspielerin
- 2005: Piotr Gładki, polnischer Leichtathlet
- 2006: Dieter Acker, deutscher Komponist
- 2006: Dino 7 Cordas, brasilianischer Gitarrist
- 2007: Zard, japanische Popsängerin
- 2008: Ed Arno, rumänischer Cartoonist und Illustrator
- 2010: Manfred Caspari, deutscher Volkswirtschaftler

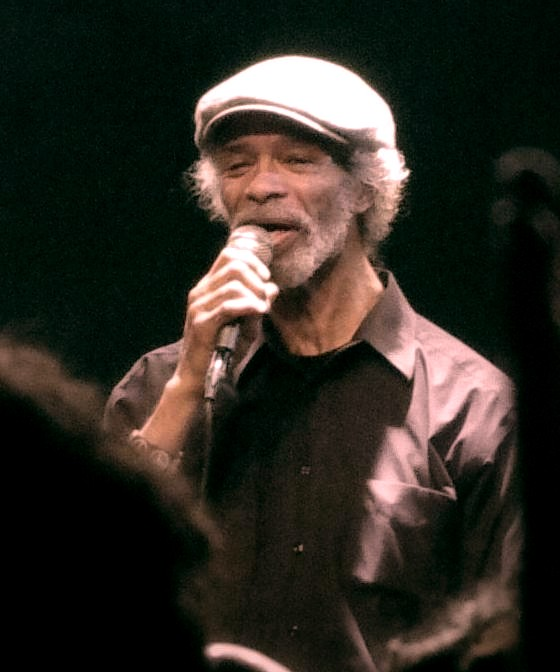
Gil Scott-Heron († 2011)

- 2011: Gil Scott-Heron, US-amerikanischer Musiker und Dichter
- 2012: Friedrich Hirzebruch, deutscher Mathematiker
- 2013: Little Tony, san-marinesischer Sänger
- 2013: Abdoulaye Sékou Sow, malischer Politiker
- 2014: Dagfinn Aarskog, norwegischer Mediziner und Genetiker
- 2014: Helma Sanders-Brahms, deutsche Filmregisseurin
- 2015: Erik Carlsson, schwedischer Rallyefahrer
- 2015: Elisabeth Wiedemann, deutsche Schauspielerin
- 2016: Gerhard Harpers, deutscher Fußballspieler
- 2016: Morton White, US-amerikanischer Philosoph
- 2017: Gregg Allman, US-amerikanischer Sänger und Musiker
- 2017: Michael Frotscher, deutscher Anatom
- 2017: Ernst Kraus, geboren als Karl Ernst Dietzsch, deutscher Automobilrennfahrer und Eishockeyfunktionär
- 2018: Gardner Dozois, US-amerikanischer Science-Fiction-Autor und -Herausgeber
- 2018: Gerhard Thieme, deutscher Bildhauer und Medailleur
- 2018: Věra Trnková,  tschechische Mathematikerin
- 2019: Bill Buckner, US-amerikanischer Baseballspieler
- 2020: Bruno Galliker, Schweizer Leichtathlet und Sportreporter
- 2020: John D. Gearhart, US-amerikanischer Stammzellforscher
- 2020: Larry Kramer, US-amerikanischer Autor und Dramatiker
- 2021ː Gertrud Benker, deutsche Schriftstellerin
- 2021: František Reich, tschechoslowakischer Ruderer
- 2021: Poul Schlüter, dänischer Politiker
- 2022: Shulamit Goldstein, israelische Rhythmische Sportgymnastin
- 2022: Marko Račič, jugoslawischer Leichtathlet
- 2022: Michael Sela, israelischer Biochemiker und Immunologe
- 2022: Angelo Sodano, italienischer Kardinal

## Feier- und Gedenktage
- Kirchliche Gedenktage
  - Johannes Calvin, französisch-schweizerischer Reformator (evangelisch, der anglikanische Gedenktag ist am 26. Mai)
  - Paul Gerhardt, deutscher Pfarrer und Liederdichter (evangelisch)
  - Hl. Augustinus von Canterbury, angelsächsischer Prior und Bischof (katholisch)

Weitere Einträge enthält die Liste von Gedenk- und Aktionstagen.